# Chronik des russischen Überfalls auf die Ukraine, Januar bis März 2023

Animierte Darstellung des Verlaufs der russischen Invasion in der Ukraine ab dem 24. Februar 2022

Diese Chronik stellt eine Übersicht zur Chronologie des russischen Überfalls auf die Ukraine von Anfang Januar bis Ende März 2023 dar.

## Januar 2023

### 1. Januar
In Makijiwka in der besetzten Oblast Donezk wurde durch ukrainischen Artillerieeinsatz mit HIMARS eine berufsbildende Schule zerstört, die ukrainischen Quellen zufolge von 700 russischen Truppenangehörigen als Kaserne und zugleich als Material- und Munitionsdepot genutzt worden sein soll. Etwa 400 russische Soldaten der 37. motorisierten Schützenbrigade sind laut ukrainischen Angaben getötet und der Rest verwundet worden. Das russische Verteidigungsministerium bestätigte den Angriff und gab den Tod von zunächst 63, nach zwei Tagen von 89 Soldaten (einschließlich eines stellvertretenden Kommandeurs) zu, auch wenn in russischen sozialen Medien von wesentlich höheren Opferzahlen berichtet wurde. Nach russischen Quellen (darunter TASS) hatten viele der in der Berufsschule untergebrachten mobilisierten Männer ihr Mobiltelefon eingeschaltet, um Neujahrswünsche zu schreiben oder anzurufen. Die Menge aktiver russischer SIM-Karten an einem Ort entging dem ukrainischen Militär nicht, und wenig später schlugen Raketen im Gebäude ein. Die dort gelagerte Munition und fünf Tonnen Dieselkraftstoff explodierten und trugen zur vollständigen Zerstörung des Gebäudes bei. Russische Militärblogger kritisierten die eigene Militärführung wegen der Lagerung von Munition in direkter Nähe zu Unterkünften der Soldaten. Der populäre russische Telegram-Kanal Greyzone bezeichnete die Mobiltelefon-Berichte als Lüge und als den Versuch der Verantwortlichen, die Schuld von sich zu weisen. Unter Berufung auf interne Informationen aus dem US-Verteidigungsministerium berichtete der amerikanische Sender CBS, dass in Makijiwka 200 bis 500 russische Rekruten getötet oder verletzt worden sein sollen. Anhand von Berichten über Beerdigungen konnte BBC News bis im März 2023 den Tod von 139 Soldaten bestätigen.
Die Ukraine beansprucht noch einen weiteren wirkungsvollen Angriff für sich. Nahe der Ortschaft Tschulakiwka sei ein Treffer gegen feindliche Truppen und Militärtechnik gelungen, die Verluste des Gegners beliefen sich auf 500 Tote und Verletzte. Wenige Stunden nach Mitternacht erfolgten Luftangriffe durch Russland auf die ukrainische Hauptstadt Kiew und andere Orte in der Ukraine. Dabei starb mindestens eine Zivilistin.
Mit Beginn des neuen Jahres trat ein Dekret in Kraft, das die Erhöhung des Personals der russischen Armee um 137.000 Soldaten auf rund 1,15 Millionen Vertragssoldaten und Wehrdienstleistende vorschreibt.

### 2. Januar
Das ukrainische Militär hat nach eigenen Angaben während des russischen Angriffs auf Kiew und Umgebung in der Nacht zum 2. Januar 39 Drohnen vom iranischen Typ Schahed abgeschossen. Darüber hinaus seien zwei Drohnen russischen Typs und eine Luft-Boden-Rakete zerstört worden, teilte das Militär mit.

### 3. Januar

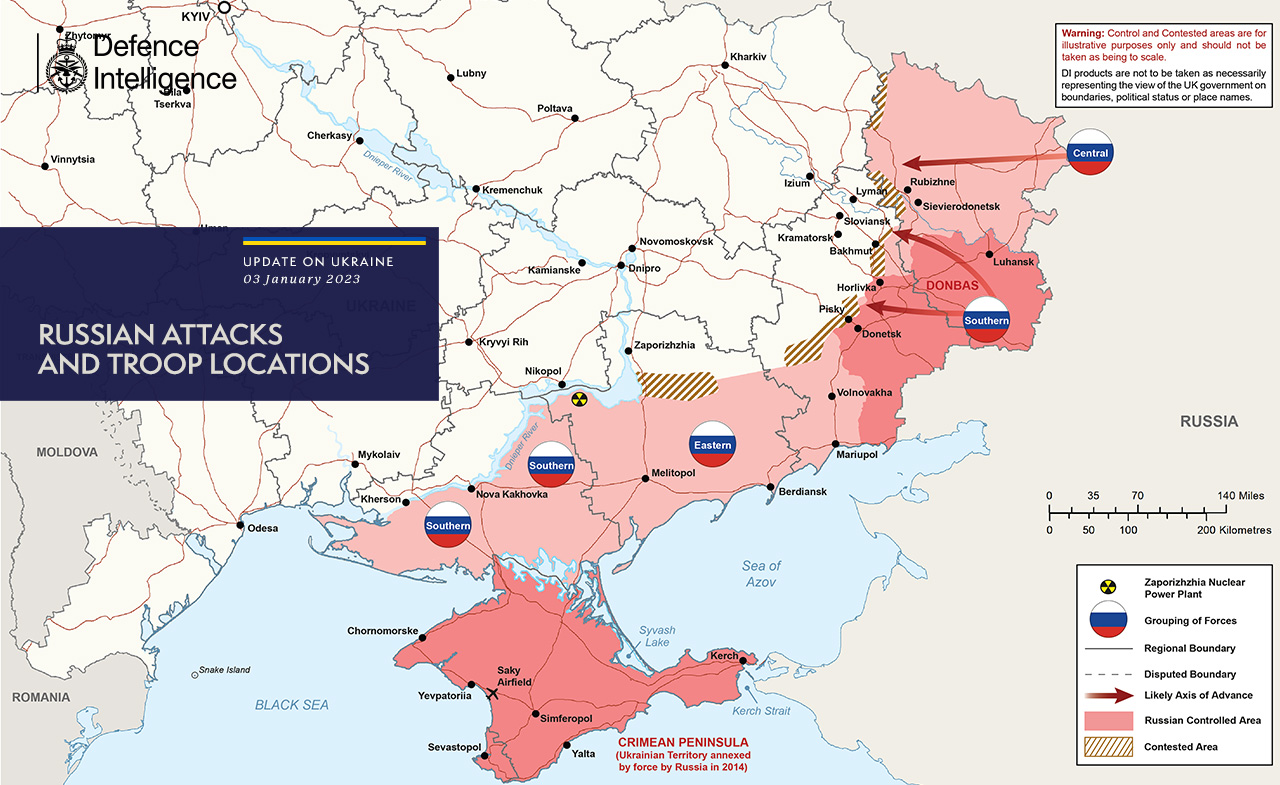
Lagebild des britischen Verteidigungsministeriums vom 3. Januar 2023

Anfang Januar 2023 erklärte der britische Militärnachrichtendienst Defence Intelligence bezüglich der Schlacht um Bachmut, dass die Ukraine Ende Dezember ihre Verteidigungsstellungen dort verstärkt habe und dass beide Kriegsparteien dort im Dezember hohe Verluste hätten hinnehmen müssen. Der Nachrichtendienst bewertete die bei Bachmut erfolgten Angriffe der russischen Streitkräfte und der Wagner-Söldner im Dezember als schwach bzw. schlecht koordiniert.

### 4. Januar
Der ukrainische Generalstab meldete, Russland habe am 3. und 4. Januar insgesamt mindestens 110 Raketen auf ukrainische Städte (darunter die Großstädte Kramatorsk (etwa 160.000 Einwohner), Saporischschja (ca. 760.000) und Cherson (290.000)) abgefeuert. Dabei habe es Opfer unter der Zivilbevölkerung gegeben. Nach Angaben des ukrainischen Geheimdienstes verlegt Russland weitere Truppen in den nördlichen Teil der Krim und baut dort sowie im besetzten Teil der Oblast Cherson Stellungen aus, um einen nördlichen Landkorridor zur Krim zu sichern. Frankreichs Staatspräsident Emmanuel Macron sagte der Ukraine die Lieferung von Spähpanzern des Typs AMX-10 RC zu.

### 5. Januar
Telefonisch vereinbarten Bundeskanzler Scholz und US-Präsident Biden, dass Deutschland der Ukraine ein Patriot-Flugabwehrraketensystem und Schützenpanzer Marder liefere und die USA M2/M3 Bradley-Schützenpanzer übergeben. Die Bundesregierung wird der Ukraine etwa 40 Marder und dazugehörige Munition überlassen. Die Übergabe erfolge laut einem Regierungssprecher in den ersten drei Monaten des Jahres 2023. Eine Ausbildung ukrainischer Soldaten an den Schützenpanzern dauert nach Einschätzung von Fachleuten etwa acht Wochen.
Der türkische Staatspräsident Erdoğan rief den russischen Präsidenten Putin telefonisch zu einem Waffenstillstand auf, worauf dieser entgegnete, dass die Ukraine zuerst Gebietsverluste hinnehmen müsse, bevor es zu Gesprächen zwischen den beiden Ländern kommen könne. Zudem verkündete Putin eine 36-stündige Feuerpause, nachdem der russisch-orthodoxe Patriarch Kirill wegen anstehenden orthodoxen Weihnachten dazu aufgerufen hatte.

### 6. Januar
Nach Angaben des ukrainischen Gouverneurs von Luhansk, Serhij Hajdaj, ignorierten russische Kräfte die vortags ausgerufene Feuerpause. 34 ukrainische Ortschaften gerieten laut dem ukrainischen Generalstab unter Beschuss. In Bachmut wurde die Feuerpause von keiner Kriegspartei beachtet. Die Ukraine hält sie für einen Vorwand, um russischen Frontsoldaten die Gelegenheit zu geben, sich zu munitionieren und personell zu verstärken.
Die am Vortag von der US-Regierung angekündigten neuen Hilfen haben einen Wert von ungefähr 3 Milliarden US-Dollar. Die Anzahl der bereits angekündigten Bradley-Schützenpanzer wird auf 50 beziffert. Die Bradleys sind unter anderem mit Anti-Panzer-Raketen bestückt; das Hilfspaket enthält außerdem 100 gepanzerte Truppentransportfahrzeuge und minenresistente Fahrzeuge sowie 138 Humvee-Geländewagen.
Vor dem Hintergrund wachsender russischer Militärpräsenz in Belarus und eines am 6. Januar erfolgten Truppenbesuchs des belarussischen Machthabers Aljaksandr Lukaschenka auf dem Militärflugplatz Baranawitschy, bei dem im Herbst 2022 ein belarussisch-russischer Militärverband aufgestellt wurde, berichtet der belarussische Oppositionelle und Exilant Pawel Latuschka, dass Vorbereitungen für eine Mobilmachung in Belarus weit fortgeschritten seien. Auch seien fast alle Mitarbeiter, die dem belarussischen Innenministerium unterstehen, aufgefordert worden, ihre Pässe abzugeben. Dies geschehe, damit sie bei einer Mobilmachung das eigene Land nicht verlassen könnten. Laut dem belarussischen Militärfernsehen ist die Militärgruppe beider Staaten nahezu ununterbrochen im Übungseinsatz und konzentriert sich dabei auf die Kriegsführung in Städten.

### 7. Januar
Aus mehreren Regionen der Ukraine wurde russischer Beschuss auf Städte gemeldet. Betroffen waren demnach unter anderem Charkiw, Cherson, Kostjantyniwka und Kramatorsk und mehrere Ortschaften in der Oblast Dnipropetrowsk. Mindestens neun Menschen seien dabei verletzt oder getötet worden. Das russische Verteidigungsministerium behauptete, bei einem Raketenangriff auf zwei Gebäude in Kramatorsk, in Vergeltung auf den Schlag gegen Makijiwka in der Neujahrsnacht, mehr als 600 ukrainische Soldaten getötet zu haben. Dem Bürgermeister von Kramatorsk zufolge hatte sich in der Tat ein Angriff auf mehrere Gebäude der Stadt ereignet, dabei sei jedoch nach seinem Kenntnisstand niemand ums Leben gekommen. Der ukrainische Energieversorger DTEK und eine russische Besatzungsverwaltung gaben an, dass durch feindlichen Beschuss ein oder mehrere Wärmekraftwerke beschädigt wurden. Der ukrainische Gouverneur der Region Cherson vermeldete, dass Russland in der Nacht auf den 7. Januar die Stadt Cherson mit Brandmunition beschossen hat. Eine Gasleitung explodierte in der Nacht auf den 7. Januar in der russisch besetzten Region Luhansk.

### 8. Januar
Die bei Bachmut liegende Stadt Soledar war in den letzten Tagen nach vielfachen Quellen besonders umkämpft; Angaben zur militärischen Lage waren aber widersprüchlich. Am Vortag soll es nach ukrainischen Militärs allein dort zehn Gefechte gegeben haben; russische Kräfte sprachen von einem Durchbruch. Der Kommandeur des ukrainischen Heeres, Oleksandr Syrskyj, besuchte laut Selenskyj Truppen in Bachmut und Soledar, um Verstärkungen in der Verteidigung zu organisieren.

### 10. Januar
Die Söldnerorganisation Gruppe Wagner meldete, die Stadt Soledar erobert zu haben. Im Zentrum der Stadt seien jedoch noch eingekreiste Truppen der ukrainischen Streitkräfte, denen das Ultimatum gestellt worden sei, sich bis Mitternacht, 11. Januar, zu ergeben. Die ukrainische Armee erklärte diesbezüglich am Folgetag, dass die Schlacht in Soledar andauere, es aber zu keinem russischen Durchbruch durch die ukrainischen Reihen gekommen sei. Das Institute for the Study of War erklärte, es gebe Aufnahmen, die das Vordringen russischer Söldner bis zum Stadtzentrum belegen.
Das ukrainische Militär hat laut Generalleutnant Oleksandr Pawljuk größere Minenfelder im Norden Kiews an allen für Panzer zugänglichen Stellen angelegt, um schnelle Vorstöße russischer Invasionstruppen zu verhindern. Dann sei es für die ukrainische Artillerie einfacher, jene Truppen zu bekämpfen. Die russische Armee habe – so die ukrainische Führung – in Belarus Militärverbände entlang der Grenze zur Ukraine stationiert. Experten halten diese Einheiten derzeit für zu klein für einen Großangriff, dennoch bänden sie ukrainische Truppen, die an anderen Frontabschnitten fehlen.
Offizielle der USA und der Ukraine erklärten, dass die Feuerkraft der russischen Artillerie stark zurückgegangen sei – um zwei Drittel bis drei Viertel: Laut den USA sank die Zahl von 20.000 Schüssen pro Tag auf etwa 5.000, dagegen erklärten ukrainische Offizielle, dass das russische Feuer von 60.000 auf 20.000 Schuss pro Tag gesunken sei. Der Militärökonom Marcus Keupp geht davon aus, dass Russland vor dem Krieg über 17 Millionen Artilleriegranaten verfügte und davon innerhalb von elf Monaten etwa 10 Millionen verschossen habe – bei einer jährlichen Produktionskapazität von 1,2 bis 1,7 Millionen Stück. Bei einer Beibehaltung der ursprünglichen Feuerfrequenz würde die Artilleriemunition in acht Monaten erschöpft sein, deswegen werde sie seit vergangenem Herbst rationiert – Russland habe nicht mit der langen Dauer des Krieges gerechnet.

### 11. Januar
Polen hat sich zur Lieferung von Leopard-Kampfpanzern an die Ukraine bereit erklärt. Der polnische Präsident Andrzej Duda hat bei einem Treffen mit Selenskyj und dem litauischen Staatschef Gitanas Nausėda in Lwiw erklärt, sein Land habe die Entscheidung getroffen, im Rahmen einer Koalition mit Verbündeten den Ukrainern Leopard-Kampfpanzer für eine Kompanie mit bis zu 14 Kampfpanzern zu überlassen. Für die Lieferung der Panzer wird noch eine Genehmigung von Deutschland als Herstellerland benötigt. Voraussetzung für die Übergabe der Leopard-Kampfpanzer sei, dass sich dafür eine internationale Koalition bilde, bei der auch andere Länder Kampfpanzer beisteuern würden.
Der Verteidigungsminister Russlands, Sergei Schoigu, ernannte Generalstabschef Waleri Gerassimow zum Befehlshaber der russischen Truppen in der Ukraine. Der bisherige Befehlshaber Sergei Surowikin, der im Oktober 2022 diese Position übernommen hatte, wurde zum Stellvertreter von Gerassimow. Schoigu ernannte mit General Oleg Saljukow und Generaloberst Alexei Kim zudem noch zwei weitere Stellvertreter. Begründet wurde diese personelle Umorganisation mit der „Notwendigkeit einer engeren Kooperation der russischen Armeeteile“ und der „Ausweitung des Ausmaßes der zu lösenden Aufgaben“.

### 13. Januar
Das russische Verteidigungsministerium meldete die Einnahme der Kleinstadt Soledar,
um die die russische Armee unter hohem Munitionsverbrauch seit fast zwei Wochen kämpfte,
nachdem der Eroberungsversuch des südlicheren Bachmut nach Monaten steckengeblieben war. Das ISW schätzte schon am 12. Januar ein, dass durch die Einnahme die geplante Einkesselung von Bachmut durch Unterbrechung der Versorgungsstraßen nicht näher rückt, der hohe Ressourcenverbrauch bei einem Sieg in der Schlacht um Bachmut wie bei einem „taktischen Pyrrhussieg“ die Offensive auch verlangsamen könnte. Die ukrainische Seite meldete dagegen, dass die Verteidigung von Soledar anhalte.
Der finnische Präsident Sauli Niinistö erklärte, sein Land sei bereit, bei einem gemeinsamen europäischen Vorgehen Leopard-2-Kampfpanzer aus deutscher Produktion an die Ukraine zu liefern. Dafür werde jedoch die Genehmigung der deutschen Regierung benötigt.

### 14. Januar

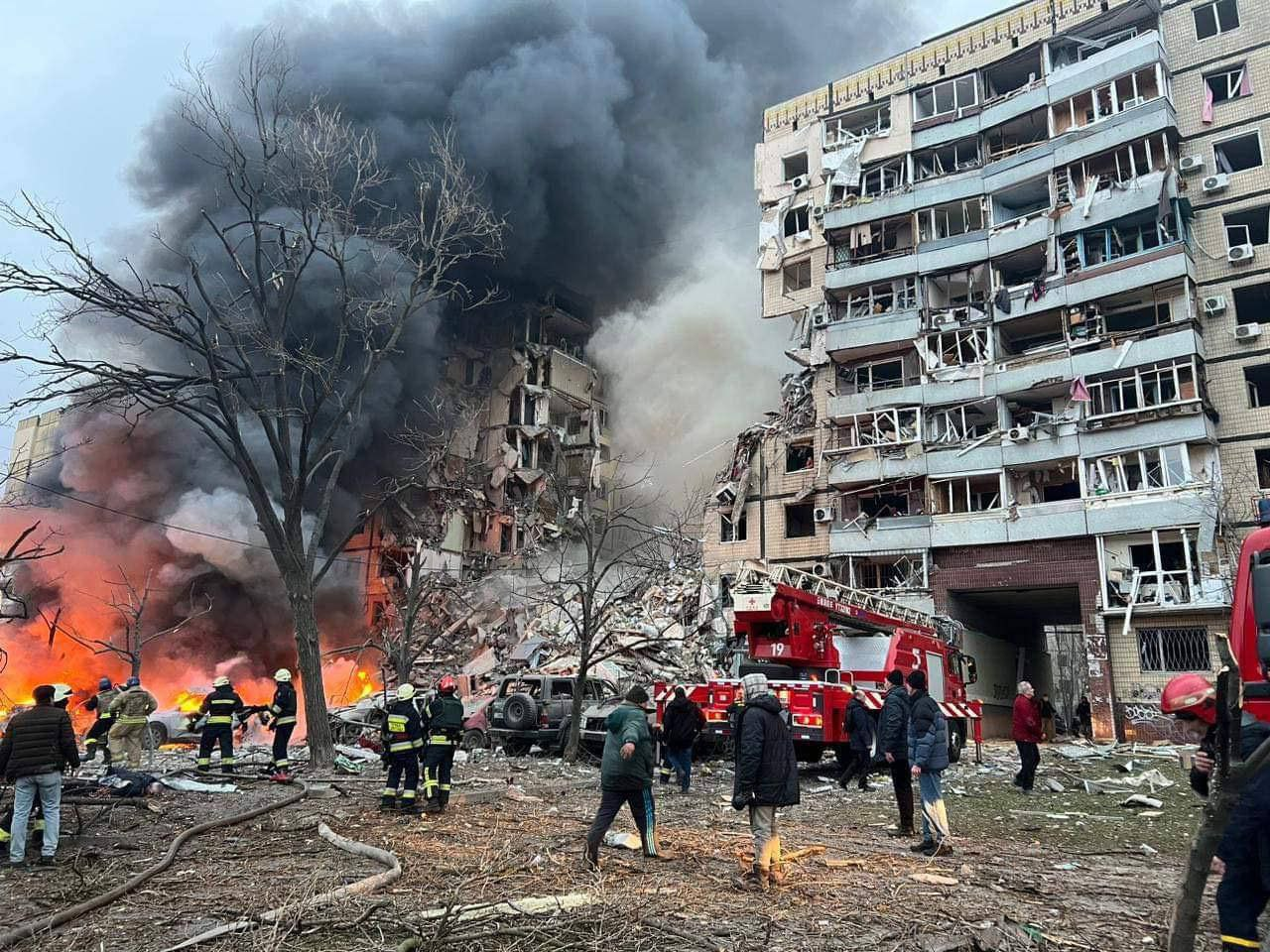
Durch russischen Raketenbeschuss zerstörter Wohnblock in Dnipro

Die britische Regierung gab die Ausweitung ihrer militärischen Unterstützung der Ukraine bekannt, „unter anderem durch die Bereitstellungen von Challenger-2-Kampfpanzern und zusätzlichen Artilleriesystemen“.
Eine erneute russische Angriffswelle mit Raketen und Flugkörpern auf zivile Ziele führte zu Luftalarm in der gesamten Ukraine. Das russische Verteidigungsministerium bestätigte die Raketenangriffe; alle Ziele seien getroffen worden.
Am Morgen wurden Raketenangriffe auf die Hauptstadt Kiew sowie auf die Oblaste Charkiw und Saporischschja gemeldet. Am Abend zerstörte eine russische Ch-22-Rakete Teile eines zehnstöckigen Wohnblocks in Dnipro, die Zahl gemeldeter ziviler Opfer lag zwei Tage darauf bereits bei mindestens 40 Toten und 75 Verletzten; 46 Personen wurden vermisst. Fünf der Ch-22-Raketen wurden am 14. Januar von fünf Überschall-Langstreckenbombern Tu-22M3 über der russischen Oblast Kursk und dem Asowschen Meer abgefeuert; die ukrainische Luftabwehr ist bislang nicht in der Lage, diesen Raketentyp abzuschießen. Der Präsidialamtssprecher Russlands, Dmitri Peskow, bestritt, dass russische Streitkräfte den Wohnblock in Dnipro beschossen haben.

### 16. Januar
Laut einem Kommandeur einer ukrainischen Drohneneinheit wurde die Kontrolle über einen letzten Teil der stark zerstörten Kleinstadt Soledar, in der nur noch wenige hundert Menschen lebten, verloren.
Dem Bürgermeister von Kiew zufolge waren 30 Prozent der Energieversorgung ausgefallen. Bei einem erneuten russischen Luftangriff drohe laut Vitali Klitschko der Energieinfrastruktur der ukrainischen Hauptstadt der Zusammenbruch. Wenn die Wärmeversorgung nicht sichergestellt sei, könne zudem bei Minustemperaturen die Wasserversorgung einfrieren.

### 17. Januar
Russlands Verteidigungsminister Sergei Schoigu hat einen Umbau der russischen Streitkräfte angekündigt. Dieser umfasst Reformen in der Verwaltung, um die geforderte Erhöhung der Truppenstärke auf 1,5 Millionen Soldaten umzusetzen. Des Weiteren soll ein Armeekorps in der nordrussischen Teilrepublik Karelien entstehen. Außerdem „sollen zwei waffengattungsübergreifende strategische territoriale Vereinigungen der Streitkräfte gegründet werden: der Moskauer und der Leningrader Militärkreis, sowie eigenständige Truppengruppierungen“ auf den von Russland im Jahr 2022 annektierten ukrainischen Gebieten. Die Erneuerung der Strukturen solle im Zeitraum zwischen 2023 und 2026 abgeschlossen werden.
Mehr als 9000 Zivilisten sind laut dem ukrainischen Stabschef des Präsidenten, Andrij Jermak, seit Beginn des russischen Großangriffs im Februar 2022 in der Ukraine durch den Krieg getötet worden. Das OHCHR der Vereinten Nationen hatte mit Stand 15. Januar 2023 den Tod von 7031 Zivilisten in der Ukraine seit dem 24. Februar 2022 infolge des Krieges dokumentiert. Die Zahl der bestätigten toten Bewohner durch den russischen Angriff auf ein Wohnhaus in Dnipro am 14. Januar erhöhte sich auf 44. Am 17. Januar lag die Zahl der infolge des Angriffs vermissten Bewohner noch bei 20, die der Verletzten bei 79.
Laut der ukrainischen Behörde für Spezielle Kommunikation und Informationsschutz sei das Land im letzten Jahr Ziel von 2194 Cyber-Angriffen, davon allein 1655 nach Beginn der russischen Invasion am 24. Februar, gewesen. Einrichtungen der Regierung seien 2022 knapp 560-mal von Hackern attackiert worden.

### 18. Januar
In Browary bei Kiew kam es aus bislang ungeklärten Gründen zum Absturz eines ukrainischen Hubschraubers in der Nähe eines Kindergartens und eines Wohngebäudes. 16 Menschen kamen ums Leben; 29 weitere wurden verletzt. Neun Tote gehörten zur Besatzung; unter ihnen befanden sich der ukrainische Innenminister Denys Monastyrskyj, sein Stellvertreter Jehwhenij Jenin und ein Staatssekretär. Der Hubschrauber vom Typ Airbus Helicopters H225 befand sich auf dem Weg zu einem Frontabschnitt.
Die Internationale Atomenergie-Organisation (IAEO) beschloss, mit eigenen Expertenteams an allen ukrainischen Kernkraftwerken präsent zu sein, um das Risiko schwerer Unfälle während des Krieges zu verringern.

### 19. Januar
In Moskau wurden mindestens zwei Pantsir S-1-Flugabwehrsystem aufgestellt. Eines davon auf einem Gebäude des russischen Verteidigungsministeriums.
Die US-Regierung kündigte umfangreiche Militärhilfe für die Ukraine an, u. a. weitere 59 Schützenpanzer Bradley und erstmals 90 Radschützenpanzer Stryker.
Nach Informationen des Bundesnachrichtendienstes (BND), die er an Mitglieder des Deutschen Bundestages weitergab, sterbe täglich eine dreistellige Zahl ukrainischer Soldaten. Er warnte, dass eine Niederlage in der Schlacht um Bachmut Russland weitere Vorstöße ins Landesinnere ermöglichen würde. Der BND berichtete zudem, dass Russland Soldaten als „Kanonenfutter“ in Frontkämpfe schicke und hohe Verluste in Kauf nehme.
In der Ukraine sind nach Angaben des Inlandsgeheimdiensts SBU „sieben russische Agenten“ festgenommen worden.

### 20. Januar
Russland gab an, das Dorf Klischtschijiwka südlich von Bachmut und, mit einer Offensive in der Oblast Saporischschja, den Ort Lobkowe erobert zu haben.
Das Finanzministerium der Vereinigten Staaten stufte die russische paramilitärische Gruppe Wagner als transnationale kriminelle Organisation ein. Damit werde eine internationale Sanktionierung der Gruppe ermöglicht.

### 23. Januar
Der ukrainische Generalstab berichtete von schweren Gefechten und abgewehrten Angriffen bei Bachmut und Awdijiwka. Laut dem russischen Militär hat die Ukraine in der Oblast Saporischschja ihre Einheiten umgruppiert.
In der Stadt Tschassiw Jar wurden laut dem Gouverneur der Oblast Donezk, Pawlo Kyrylenko, mindestens neun Hochhäuser durch russischen Beschuss beschädigt, dadurch eine Person getötet und weitere verletzt.
Laut der Nichtregierungsorganisation Rus Sidjaschtschaja sind von den 50.000 in russischen Gefängnissen angeworbenen Rekruten für den Ukraine-Krieg nur noch 10.000 aktiv für die Gruppe Wagner im Einsatz. „Die restlichen sind getötet, verletzt, verschollen, haben sich ergeben oder sind desertiert“.
Die Regierungen von Estland und Russland haben den Botschafter des jeweiligen anderen Landes zur Ausreise aufgefordert. Lettland erklärte sich mit Estland solidarisch und verwies ebenfalls den russischen Botschafter.

### 24. Januar
Am 24. Januar erfolgte nach langem Zögern die Entscheidung der deutschen Bundesregierung, Kampfpanzer des Typs Leopard 2A6 für eine Kompanie – eine Kompanie der Panzertruppen verfügt in der Regel über 14 Kampfpanzer – an die Ukraine zu liefern und Ausfuhrgenehmigungen an Staaten zu erteilen, die Panzer aus ihren Leopard-2-Beständen an die Ukraine abgeben wollen. Zuvor war ein Antrag für eine Exportgenehmigung von der polnischen Regierung eingegangen. Ebenfalls wurden Vorhaben der US-Regierung publik, Kampfpanzer vom Typ M1 Abrams an die Ukraine zu liefern. Der Rüstungskonzern Rheinmetall erklärte, er verfüge über 22 Leopard 2A4 und 88 Leopard 1, die das Unternehmen der Ukraine liefern könnte.
Die Sicherheitspolitische Kommission des Nationalrats der Schweiz will die Weitergabe von Kriegsmaterial an die Ukraine erlauben und verabschiedete eine Motion. Die Motion soll die Wiederausfuhr von Kriegsmaterial erlauben, wenn eine Zweidrittelmehrheit des UNO-Sicherheitsrats oder der Generalversammlung der Vereinten Nationen einen Widerspruch zum völkerrechtlichen Gewaltverbot festgestellt hat.

### 25. Januar
Die ukrainische Armee bestätigte offiziell, sich aus dem in der Oblast Donezk liegenden Ort Soledar zurückgezogen zu haben.
Auch die Regierungen der Niederlande, von Finnland, Norwegen, Spanien und Portugal erklärten ihre Bereitschaft zur Abgabe von Leopard-2-Kampfpanzern an die Ukraine. Die US-amerikanische Regierung bestätigte, dass man 31 Abrams-Kampfpanzer liefern werde. In den USA hat sich im Januar 2023 die Produktion von ungelenkten Artilleriegeschossen auf 90.000 pro Monat verdoppelt, um dem Bedarf der ukrainischen Streitkräfte gerecht zu werden, und hat sich seit Beginn des russischen Angriffskriegs im Februar 2022 versechsfacht. Die Ukraine kann selbst kaum Munition herstellen, weil die meisten Fabriken zerstört worden seien.
Aus einer russischen Regierungsanordnung geht hervor, dass die Gefängnisbehörde mit dem Aufbau von 25 Strafkolonien in den seit Kriegsbeginn besetzten und annektierten Gebieten beauftragt wurde. Zwölf Gefängnisse sollen im Gebiet Donezk, sieben in Luhansk, drei im besetzten Teil des Gebiets Cherson und zwei in der Oblast Saporischschja entstehen.

### 26. Januar
In den meisten Regionen der Ukraine wurde Luftalarm ausgerufen. Das ukrainische Militär zerstörte nach eigenen Angaben am Morgen etwa 24 russische Drohnen und über 15 russische Raketen, die vor allem versucht hätten, in der Zentralukraine und die Hauptstadt Kiew anzugreifen. Außerdem seien zwei russische Raketen über der Oblast Mykolajiw abgeschossen worden. Nicht zu verhindern waren die Raketeneinschläge (darunter von zwei Hyperschallraketen des Typs Ch-47M2 Kinschal) in Kiew und in der Oblast Winnyzja. Dabei gab es nach Behördenangaben elf Tote und Verletzte. Bei einem weiteren Angriff hat Russland nach ukrainischen Angaben 55 Raketen abgefeuert, wovon 85 Prozent abgefangen worden seien. Laut Energieminister Herman Haluschtschenko wurden mehrere Objekte der Energieinfrastruktur getroffen, weshalb der Strom ausfiel. Besonders schwierig sei die Situation in den Gebieten Kiew, Winnyzja und Odessa.
Der Europarat forderte in einer Resolution die Einrichtung eines internationalen Sondertribunals gegen Russland.
Inspektoren der Internationale Atomenergie-Organisation (IAEO), die zur Beobachtung des Kernkraftwerks Saporischschja abgestellt wurden, meldeten am 26. Januar Detonationen im näheren Umfeld des Kraftwerksgeländes. Die IAEO forderte tags darauf die Einrichtung einer Sicherheitszone um das Kraftwerk.

### 27. Januar
Bei russischen Angriffen sind laut der Ukraine mindestens zehn Zivilisten getötet und 20 verletzt worden. Das etwa 20 Kilometer nördlich von Bachmut gelegene Dorf Swaniwka sei mit Phosphor-Munition beschossen worden.
Die Stadt Wuhledar ist nach Angaben beider Kriegsparteien ein besonders umkämpfter Kriegsschauplatz. Der ukrainische Botschafter in Frankreich, Wadym Omeltschenko, hatte angegeben, dass seinem Land die Lieferung von 321 schweren Panzern durch Geberländer zugesichert wurde.
Der ukrainische Generalstab gab bekannt, dass die Bildung mehrerer Kompanien für Drohnenangriffe genehmigt wurde.

### 28. Januar
Russland gab an, dass ein „absichtlicher“ ukrainischer Raketenangriff auf ein Krankenhaus in Nowoajdar in der Oblast Luhansk 14 Menschen getötet und 24 andere verletzt habe, darunter Patienten und medizinisches Personal.
Die russische Luftwaffe flog einen Luftangriff auf die Stadt Seredyna-Buda in der Oblast Sumy. Dabei zerstörte sie ein zweistöckiges Haus und beschädigte einen Kindergarten, ein Sportcenter und ein Wohngebäude. Es wurden keine Opfer gemeldet. Die Städte Esman und Schalyhyne wurden auch durch Beschuss beschädigt.

### 29. Januar
Die Gruppe Wagner behauptete, sie habe das Dorf Blahodatne nördlich von Bachmut erobert. Die Ukraine wies diese Behauptung zurück und sagte, dass sie den Angriff abgewehrt habe. Das ukrainische Militär erklärte zudem, russische Angriffe auf insgesamt 14 Orte im Donbas abgewehrt zu haben.
Die ukrainische Gebietsverwaltung der Oblast Cherson meldete drei Tote und mehrere Verletzte infolge von russischem Beschuss, unter anderem auf ein Klinikgebäude.
Ein Mehrfamilienhaus in der Großstadt Charkiw ist nach Worten des dortigen Gouverneurs der Region ebenfalls von einer russischen Rakete getroffen worden. Mindestens eine Person sei dabei ums Leben gekommen.

### 30. Januar
Der Gouverneur der russischen Oblast Kursk, Roman Starowoit, hat erklärt, dass russische Truppen in seine Oblast verlegt werden. Zu Kämpfen um die Stadt Wuhledar machten beide Kriegsparteien unterschiedliche Angaben. Während Russland behauptet, rund um jene Stadt Geländegewinne erzielt zu haben, dementiert die Ukraine dies. Die Angriffe seien zurückgeschlagen und keine Stellungen an die russischen Angreifer verloren worden.

### 31. Januar
Das US-amerikanische Institute for the Study of War berichtete, dass Russland im Kampf um Bachmut verstärkt konventionelle Streitkräfte einbeziehe und daher die verlustreichen Kämpfe aufrechterhalten und gar intensivieren konnte. Die Menschenrechtsorganisation Human Rights Watch warf beiden Konfliktparteien den Einsatz von geächteten Antipersonenminen vor. Die russischen Streitkräfte würden seit Invasionsbeginn verschiedene Typen ausstreuen, das ukrainische Militär habe mehrmals Schmetterlingsminen über damals besetztem Gebiet in und um Isjum abgeworfen. Nach Schätzung des deutschen Vereins Connection, der sich für Deserteure aus anderen Ländern einsetzt, sind alleine nach Westeuropa rund 150.000 Männer im wehrfähigen Alter aus Russland geflohen. Deutschland hat seit Beginn des Angriffskriegs gegen die Ukraine 1149 gefährdeten russischen Staatsbürgern ein humanitäres Visum zugesagt.
Dem ukrainischen Außenminister Dmytro Kuleba zufolge sagten andere Länder Lieferungen über 120 bis 140 Kampfpanzer der Modelle Challenger 2, Leopard 2 und M1 Abrams zu. Die US-Regierung verneinte die Frage, ob sie F-16-Kampfjets liefern würde. Sowohl Chile als auch Argentinien und Brasilien lehnten Anfragen der Bundesregierung zur Lieferung von Munition und Waffen an die Ukraine ab.
Nachdem der ukrainische Staat ab dem 15. März 2022 auch über Telegram begann, vor russischen Luftangriffen zu warnen, verging (Stand Ende Januar 2023) kein Tag, an dem der ukrainische Staat nicht über jenen Instant-Messenger einen Luftalarm ausrief.

## Februar 2023

### 1. Februar

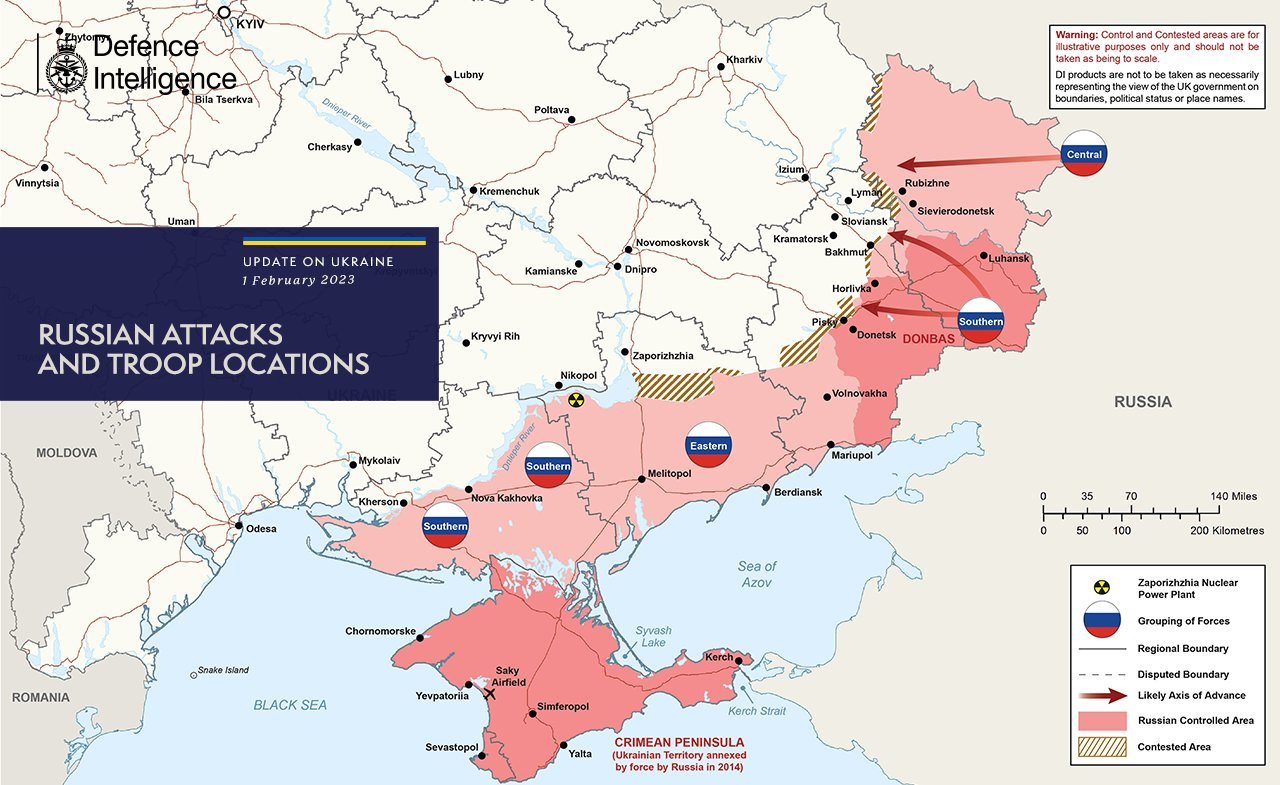
Lagebild des britischen Verteidigungsministeriums vom 1. Februar 2023

Beim Einschlag einer russischen Rakete in ein Wohnhaus in Kramatorsk in der Oblast Donezk wurden nach Angaben der ukrainischen Behörden mindestens drei Menschen getötet und zwanzig verletzt.
Nach Angaben eines Beraters des pro-russischen Separatistenanführers Denis Puschilin haben russische Streitkräfte das seit Monaten umkämpfte Bachmut „operativ umzingelt“. Es werde jedoch noch um die Kontrolle der Autobahn zur nahegelegenen Ortschaft Tschassiw Jar gekämpft. Laut der ukrainischen Vize-Verteidigungsministerin Hanna Maljar gibt es auch bei Lyman Offensivversuche russischer Truppen.
Die geplante Zahl der in der EU auszubildenden ukrainischen Soldaten soll sich von etwa 15.000 auf etwa 30.000 verdoppeln.

### 2. Februar
Ein Teil der EU-Kommission (Kommission von der Leyen I), d. h. 13 Kommissare und Ursula von der Leyen, beriet sich mit der ukrainischen Regierung in Kiew um den Wiederaufbau des Landes, den „Aufbau moderner, grüner Energie“. Außerdem wurde vermeldet, dass die EU-Kommission die Absicht hat, 35 Millionen stromsparende LED-Leuchten in die Ukraine zu liefern, um damit zu helfen, den Stromverbrauch der Bevölkerung zu senken und das ukrainische Stromnetz zu entlasten.
Russlands Außenminister Lawrow äußerte indirekte Drohungen gegenüber Georgien und insbesondere Moldau, indem er behauptete, der Westen wolle (diese) ehemaligen Sowjetrepubliken zu Feinden Russlands machen. Moldau nannte er dabei ein neues „antirussisches Projekt“ des Westens. Bereits am 31. August hatte Lawrow über die moldauische Separatistenregion Transnistrien gesagt, Russland werde sein „Bestes tun, um sicherzustellen, dass die Interessen der russischen und russischsprachigen Bevölkerung in Moldau in keiner Weise beeinträchtigt werden.“ Er forderte von Moldau einen direkten Dialog mit Transnistrien und beschuldigte den Westen, eine nicht-diplomatische Lösung des Konflikts zu suchen. Alexandru Flenchea, Berater der moldauischen Ministerpräsidentin Natalia Gavrilița, forderte daraufhin einen „bedingungslosen und vollständigen Abzug der russischen Truppen“ sowie „die Entmilitarisierung Transnistriens.“
In seiner Rede zum 80. Jahrestag des Sieges der Roten Armee über die Wehrmacht in der Schlacht von Stalingrad sprach Russlands Präsident Putin Drohungen gegen Deutschland aus, dem er vorwarf, sich durch die Lieferung von Leopard-2-Kampfpanzern in den Krieg hineinziehen zu lassen. Putin verglich die aktuelle Unterstützung durch den Westen mit der Politik Adolf Hitlers und kündigte Reaktionen auf die Panzerlieferungen an: „Wir haben etwas, womit wir antworten. Und mit der Anwendung von Panzertechnik ist die Sache nicht erledigt. Das sollte jeder verstehen.“

### 3. Februar
Nach Angaben des ukrainischen Präsidentenbüros sind am 2. und 3. Februar sechs Zivilisten durch russischen Beschuss getötet und mindestens 20 verletzt worden. In Kramatorsk kamen Menschen zu Schaden, als 18 Wohngebäude, zwei Krankenhäuser und eine Schule angegriffen wurden.
Russland plant, auf der annektierten Halbinsel Krim Güter und Vermögenswerte von ukrainischen Personen und Unternehmen zu verstaatlichen. Dazu zählen der reichste Mann der Ukraine Rinat Achmetow, der Oligarch Ihor Kolomojskyj, ein Dutzend Banken sowie der Fußballverein Dynamo Kiew.
Die USA werden der Ukraine GLSDB-Raketen liefern, um feindliche Ziele bis 150 Kilometer – und damit in doppelter Reichweite wie bisher – zu bekämpfen.
Die Bundesregierung hat eine Exportgenehmigung für Kampfpanzer Leopard 1 in die Ukraine erteilt. Davon sind alleine in Deutschland rund 29 weitgehend einsatz- und exportbereit; der Rüstungskonzern Rheinmetall verfügt über 88 Exemplare.

### 4. Februar
Die Bewohner der Millionenstadt Odessa wurden bei Temperaturen um den Gefrierpunkt vom Zusammenbruch der Stromversorgung betroffen, die nach Angaben des Versorgers Ukrenerho unmöglich schnell wiederhergestellt werden könne.

### 5. Februar

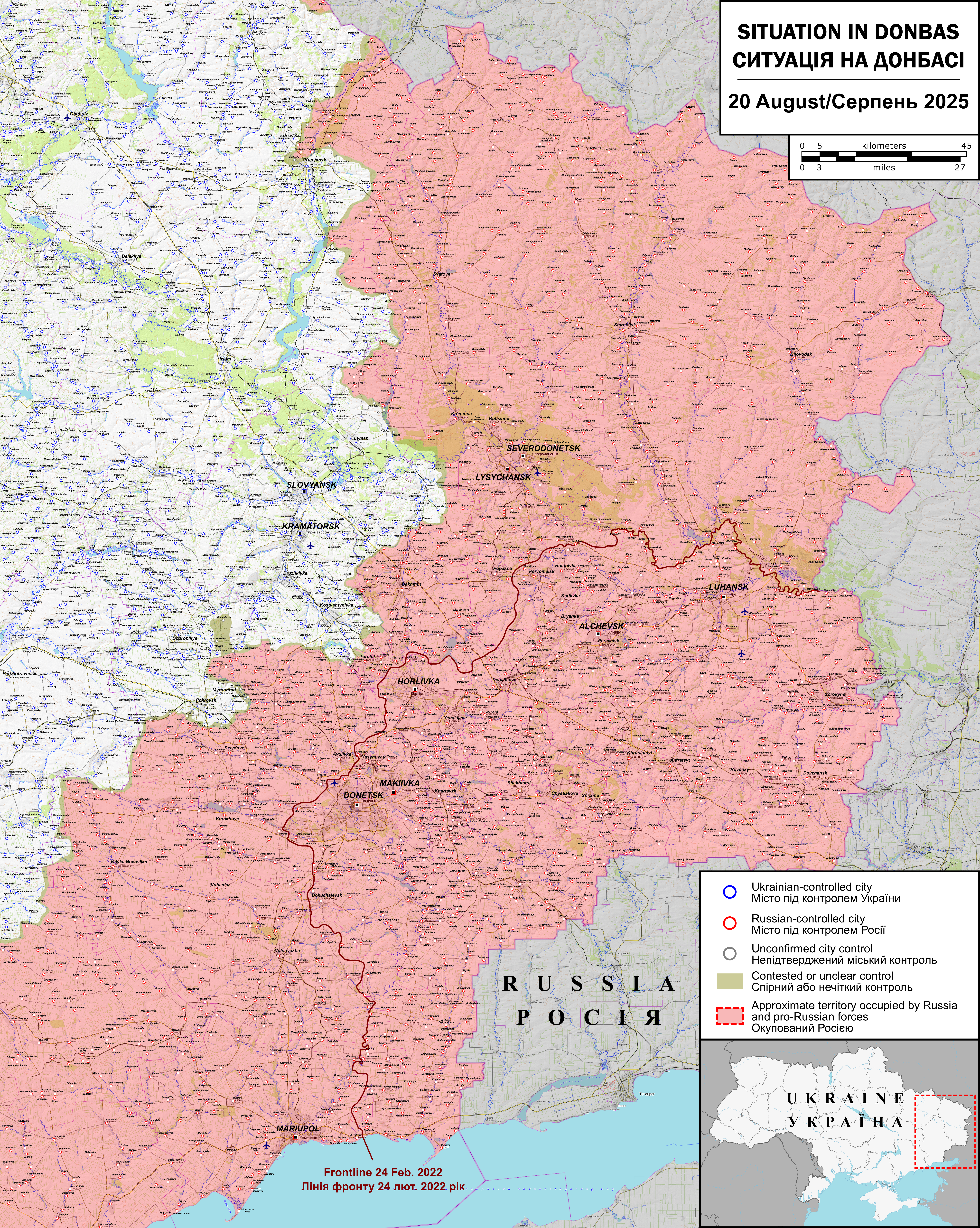
Lagebild vom 5. Februar 2023

Behörden der Städte Charkiw und Cherson meldeten russische Raketenangriffe. Getroffen worden seien Wohngebäude und eine Schule, dabei seien mehrere Zivilisten getötet worden. In Charkiw wurde eine Universität schwer beschädigt.
Der dritte Teil des EU-Embargos gegen russisches Öl und Ölprodukte trat in Kraft.

### 7. Februar
Das ukrainische Militär behauptete, dem russischen Militär die höchsten Opfer seit Beginn des Krieges an einem Tag zugefügt zu haben; es seien am 6. Februar insgesamt 1030 russische Soldaten gefallen. Russland bestritt hohe Verluste und gab seinerseits eine große Zahl an getöteten ukrainischen Soldaten an. Der russische Verteidigungsminister behauptete außerdem, dass sich die Kampfhandlungen in den Regionen Wuhledar und Bachmut erfolgreich entwickeln. Der britische Militärgeheimdienst berichtete, die russische Kriegspartei habe in der Oblast Donezk pro Woche mehrere hundert Meter vorrücken können. Der deutsche Bundessicherheitsrat genehmigte die Auslieferung von 178 Kampfpanzern des Typs Leopard 1 an die Ukraine aus Industriebeständen. Sie werden laut Berichten größtenteils im Jahr 2024 an die Ukraine übergeben werden können. Ihor Klymenko wurde mehrere Wochen nach dem Tod von Denys Monastyrskyj offiziell zum ukrainischen Innenminister ernannt.
Das ukrainische Parlament verlängerte das Kriegsrecht um 90 Tage. Es wurde die fünfte Verlängerung seit Beginn des Krieges im Februar 2022. Nach Medienberichten stimmten 348 Abgeordnete für die Verlängerung. 226 Stimmen waren notwendig gewesen.

### 8. Februar
Der ukrainische Staatspräsident Wolodymyr Selenskyj ist zum zweiten Mal seit Beginn des Krieges ins Ausland gereist. Im Vereinigten Königreich bat er um die Ausweitung der militärischen Ausrüstungshilfe auf Kampfflugzeuge. Der britische Premier Rishi Sunak gab bekannt, dass die britischen Streitkräfte künftig nicht mehr ausschließlich ukrainische Infanteristen ausbilden, sondern auch Marinesoldaten und Kampfpiloten. Noch am selben Tag traf sich Selenskyj mit dem französischen Präsidenten Emmanuel Macron und dem deutschen Bundeskanzler Olaf Scholz in Paris.
Aufgrund der Beobachtung zunehmender russischer Angriffe unter Beteiligung von Einheiten und Regimentern aus mindestens drei großen russischen Divisionen schätzt das ISW ein, dass die erwartete und angekündigte russische Winteroffensive inzwischen im nördlichen Frontabschnitt von Dworitschna über Kupjansk und Swatowe bis Kreminna begonnen hat. Der russischen Seite gelang es hier, die Initiative zurückzugewinnen, wenn auch die Geländegewinne für den großen Angriff noch minimal sind und ukrainische Truppen sie erfolgreich verlangsamen können.

### 9. Februar
Die Gruppe Wagner hat nach eigenen Angaben die Rekrutierung von Strafgefangenen für den russischen Kriegseinsatz ausgesetzt. Der US-Satelliteninternetdienst Starlink von Elon Musk hat angekündigt, die Ukraine an der Nutzung des Systems zur Steuerung von Drohnen zu hindern. Starlink ist laut Gwynne Shotwel „nie dazu gedacht gewesen“.
Auf einem EU-Gipfel, an dem der ukrainische Staatspräsident Wolodymyr Selenskyj teilnahm, behauptete dieser, dass Russland laut Informationen des ukrainischen Geheimdienstes Pläne hat, die demokratische Ordnung in der Republik Moldau zu zerschlagen und die Kontrolle über das Land zu übernehmen. Es sei allerdings unklar, ob die russische Staatsführung den Befehl gegeben habe, die Pläne umzusetzen. Der moldauische Geheimdienst SIS hat eigenen Angaben zufolge dieselben Informationen aus eigenen Operationen.
Recherchen des ARD-Fernsehmagazins Monitor haben ergeben, dass Russland Zugang zu für Waffentechnik benötigte Halbleiter, Computer-Chips und anderer Hochtechnologie aus Deutschland und anderen westlichen Staaten hat, obwohl Sanktionen dies verhindern sollten. Den Recherchen zufolge umgeht mindestens ein deutsches Unternehmen die Sanktionen indirekt, indem es die sanktionierten Technologien in die Türkei verkauft, wo sie von einem dort im Jahr 2022 gegründeten Unternehmen nach Russland weiterverkauft werden. Die Recherchen haben ebenfalls ergeben, dass nach Beginn des russischen Angriffskrieges das Exportvolumen der Türkei im Bereich „Halbleiter und elektronische Schaltkreise“ von rund 300.000 US-Dollar im Jahr 2021 auf mehr als 86 Millionen US-Dollar im Jahr 2022 angestiegen ist.
Nach Angaben der Hilfswerke der Diakonie Deutschland und Brot für die Welt sind von den rund 68 Millionen Euro erhaltenen Spendengeldern für die Ukraine Stand Februar 2023 zwei Drittel für Projekte ausgegeben und damit mehr als 640.000 Menschen geholfen worden.

### 10. Februar
Nach Auffassung des Gouverneurs der Oblast Donezk, Pawlo Kyrylenko, hat die von der Ukraine erwartete russische Offensive in der Oblast Donezk bereits begonnen. Insbesondere nannte er die Städte Bachmut, Awdijiwka und Wuhledar, die russische Streitkräfte mit „täglicher Intensität“ einzunehmen versuchen.
Am Morgen kam es zu landesweiten Luftalarm in der Ukraine; gemeldet wurden Einschläge und Explosionen aus den Städten Krywyj Rih und Saporischschja, aus den Oblasten Chmelnyzkyj und Charkiw und aus der Hauptstadt Kiew und der umliegenden gleichnamigen Region. Der ukrainische Energieminister teilte mit, dass im Großteil der Ukraine Notabschaltungen vorgenommen wurden. Das ukrainische Militär vermeldete, bei den Angriffen 71 russische Marschflugkörper identifiziert und davon 61 abgefangen zu haben. Außerdem habe Russland 29 Raketen des Systems S-300 auf Bodenziele abgefeuert. In sechs Regionen der Ukraine seien durch die Angriffe Schäden am Stromnetz, an Elektrizitätswerken und Hochspannungsleitungen entstanden; laut dem ukrainischen Versorger Ukrenergo wurden mehrere Wärme- und Wasserkraftwerke getroffen. Dadurch seien Pläne zur Wiederherstellung der ukrainischen Stromversorgung zurückgeworfen worden. Besonders schwierig sei diesbezüglich die Lage in der Oblast Charkiw. Nach Angaben der Internationalen Atomenergie-Organisation (IAEO) musste ein Kernreaktor eines ukrainischen Kernkraftwerks abgeschaltet werden, weil das Stromnetz wegen der Angriffe zu instabil geworden war.
Die NATO bestätigt Medienberichte, dass eine Website der NATO Ziel eines Hackerangriffs wurde.

### 11. Februar
Durch eine erstmals von Russland verwendete Seedrohne wurde die über die Dnister-Passage führende Satoka-Brücke angegriffen. Geolokalisierte Aufnahmen zeigten, dass sich die ukrainische Armee aus dem Dorf Krasna Hora im Norden der Oblast Donezk zurückgezogen hat und russische Bodenstreitkräfte die Kontrolle übernommen haben.
Nach Schätzung des US-Verteidigungsministeriums stehen rund 80 Prozent der russischen Truppen im Angriffskrieg. Zudem haben die russischen Landstreitkräfte „wahrscheinlich die Hälfte“ ihrer Kampfpanzer verloren. Russland hat nach ukrainischen Informationen kürzlich 300 bis 400 iranische Drohnen erhalten.

### 13. Februar
Als erster hochrangiger Politiker eines EU-Staates seit dem russischen Überfall besuchte Ungarns Außenminister Péter Szijjártó den belarussischen Staatsführer Aljaksandr Lukaschenka, um „Kommunikationskanäle offen zu halten“ und einen „Frieden in der Ukraine zu erreichen“.
Dem britischen Militärgeheimdienst zufolge hat das russische Militär bei den in der Oblast Saporischschja liegenden Städten Wassyliwka und Orichiw Stellungen ausgebaut, da die Landbrücke zwischen Russland und der annektierten Halbinsel Krim verloren ginge, sollten die russischen Streitkräfte eine Gegenoffensive der Ukraine in der Oblast nicht aufhalten können.

### 14. Februar
Laut NATO-Generalsekretär Jens Stoltenberg verbraucht die Ukraine weit mehr Munition, als Rüstungsfirmen herstellen können. Auch die NATO-Bestände verringerten sich durch die Unterstützungslieferungen kontinuierlich.
Norwegen hat angekündigt, der Ukraine acht Leopard 2-Panzer zu liefern. Die Ukraine hat die Niederlande offiziell um Kampfflugzeuge des Typs F-16 gebeten. Hingegen haben die Niederlande und Dänemark die Lieferung von Leopard 2-Panzern aus eigenen Beständen mittlerweile abgelehnt. Der deutsche Verteidigungsminister Pistorius antwortete auf eine Frage, er habe „wenig Verständnis“ für Länder, die erst Druck auf Deutschland gemacht hätten, Panzer zu liefern, und jetzt Lieferprobleme hätten. Spanien, das sich grundsätzlich bereit erklärt hatte, Leopard-Kampfpanzer zu liefern, kündigte an, 55 ukrainische Besatzungsmitglieder und Techniker an diesen Panzern auszubilden.
Das russische Außenministerium hat Vorwürfe zurückgewiesen, Russland plane einen Umsturz in der Republik Moldau.
Laut einem Bericht der Yale University zu den Deportationen von Kindern im Russisch-Ukrainischen-Krieg wurden bis Februar 2023 mindestens 6000 ukrainische Kinder in 43 russische Lager bzw. Einrichtungen auf die Krim oder nach Russland deportiert. „Der Hauptzweck der Lager, die wir identifiziert haben, scheint die politische Umerziehung zu sein.“ Es handelte sich laut den Recherchen bei den ukrainischen Kindern sowohl um Waisen als auch um solche mit Eltern oder Vormündern. Einige Kinder sind dem Bericht der Yale-Universität zufolge von russischen Familien adoptiert oder in Pflegefamilien untergebracht worden.

### 15. Februar
Die Schlacht um Bachmut hat sich seit Monatsbeginn weiter intensiviert.
Sechs mutmaßlich russische Ballons wurden nach Angaben der ukrainischen Militärverwaltung über Kiew gesichtet und die meisten davon durch die Luftstreitkräfte abgeschossen: „Der Zweck des Starts der Ballons bestand möglicherweise darin, unsere Luftverteidigung zu erkennen und zu erschöpfen.“
Einen Tag nachdem NATO-Generalsekretär Jens Stoltenberg die Bündnisstaaten dazu aufgerufen hatte, mehr Munition für die Ukraine zu produzieren, wurde berichtet, dass die US-Regierung einen Rüstungsauftrag zur Produktion von Artillerie-Munition für die Ukraine im Gesamtumfang von 522 Millionen US-Dollar vergeben hat. Das norwegische Parlament kündigte eine Spende in Höhe von umgerechnet mehr als 6,8 Milliarden Euro an die Ukraine an.
Das Vereinigte Königreich bildet ukrainische Soldaten laut dem britischen Verteidigungsminister Ben Wallace für einen Kampf mit weniger Munition aus: „Die Ukraine verbraucht riesige Mengen Munition, um sich selbst zu verteidigen […] Das ist einer der Gründe, warum wir sie darin unterrichten, auf westliche Art zu kämpfen.“

### 16. Februar
Ukrainische Behörden meldeten russische Raketenangriffe im Süden, Norden, Westen und im Zentrum des Landes. Mindestens 36 Marschflugkörper und Raketen wurden registriert. Die Luftabwehr habe 16 Raketen abschießen können. Sowohl in der westlichen Stadt Lwiw als auch im Norden und in den zentral gelegenen Regionen Dnipropetrowsk und Kirowohrad konnten die Raketen nicht durch die ukrainische Luftabwehr unschädlich gemacht werden und schlugen ein. In Pawlohrad kam dadurch mindestens eine Zivilistin ums Leben. Sieben weitere Menschen wurden verletzt. Der Gouverneur der Region Lwiw im Westen der Ukraine, Maxim Kosizkyj, teilte mit, ein Feuer sei in einer Einrichtung ausgebrochen, die zur kritischen Infrastruktur gehöre. In einer von der Münchner Sicherheitskonferenz in Auftrag gegebenen repräsentativen Umfrage antworteten 95 Prozent aus der ukrainischen Gesellschaft, dass die Ukraine weiterkämpfen solle, wenn Russland die konventionelle Bombardierung ukrainischer Städte fortsetze. Eine deutliche Mehrheit der befragten Ukrainer sprach sich auch für das Weiterkämpfen im Falle eines russischen Atombombenangriffs aus.
Nach Angaben des ukrainischen Präsidentenberaters Mychajlo Podoljak änderte Russland sein Vorgehen bei Luftangriffen. Die russischen Streitkräfte setzen laut Podoljak Scheinraketen ohne Sprengköpfe sowie Ballons ein, um die ukrainische Flugabwehr zu überlisten und zu überfordern, indem ihr zu viele Zielobjekte angeboten würden.
Russische Cyberangriffe auf NATO-Staaten haben sich nach Angaben von Google im Jahr 2022 im Vergleich zu 2020 vervierfacht.
Der US-Generalstabschef Mark Milley hat es als wahrscheinlich bezeichnet, dass weder Russland noch die Ukraine ihre militärischen Endziele erreichen werden; Russland werde die Ukraine nicht überrennen können. Andererseits werde es „sehr schwierig für die Ukraine in diesem Jahr, die Russen aus jedem Zentimeter der von Russland besetzten Ukraine zu vertreiben [...] Das heißt nicht, dass es nicht möglich ist. Aber es ist außerordentlich schwierig. Und es würde im Wesentlichen den Zusammenbruch des russischen Militärs erfordern.“ In diesem Zusammenhang erinnerte er daran, dass Russland eine Atommacht sei. Laut dem Offizier und Historiker Markus Reisner, der sich auf eine Schätzung beruft, hat Russland noch 13 bis 14 Millionen Artilleriegranaten verfügbar. Hinzu komme eine geschätzte Jahresproduktion von etwa 3,4 Millionen Stück.
Das EU-Parlament forderte seine Mitgliedstaaten in einer Resolution auf, die Lieferung von Kampfflugzeugen an die Ukraine ernsthaft zu prüfen: „Die Ukraine muss nicht nur in der Lage sein, sich zu verteidigen, sondern auch die volle Kontrolle über ihr gesamtes international anerkanntes Territorium zurückzuerlangen.“ Zudem seien ernsthafte Überlegungen zur Lieferung von Hubschraubern, Raketensystemen und mehr Munition nötig. Bei einem Besuch in der Ukraine sagte der israelische Außenminister Eli Cohen zu, dass sein Land mit bis zu 200 Millionen Dollar Projekte im Gesundheitswesen und in der zivilen Infrastruktur finanzieren sowie bei der Entwicklung eines Frühwarnsystems mithelfen werde.
Der belarussische Diktator Aljaksandr Lukaschenka erklärte, dass Belarus dem russischen Angriffskrieg nur beitrete, „wenn auch nur ein Soldat aus der Ukraine auf unser Gebiet kommt, um meine Leute zu töten“.

### 17. Februar
Nach Schätzung des britischen Militärgeheimdienstes sind zwischen 175.000 und 200.000 für Russland Kämpfende verwundet oder gefallen. Davon seien zwischen etwa 40.000 bis 60.000 Gefallene. Die Söldnergruppe Wagner hat nach Informationen der US-Regierung etwa 9.000 Tote zu verzeichnen, davon starb die Hälfte seit Mitte Dezember 2022. Zusammen mit Verletzten beliefen sich die Verluste der Gruppe auf über 30.000 Söldner.
Der russische Generalleutnant Andrei Mordwitschew wurde zum Kommandeur des russischen Militärbezirks Mitte ernannt und ersetzte damit Generaloberst Alexander Lapin.

### 18. Februar
Der Gouverneur der Oblast Chmelnyzkyj vermeldete zwei Explosionen. Berichtet wurde in dem Zusammenhang, dass zuvor zwei russische Raketen nicht von der Flugabwehr abgefangen worden waren.
Der ukrainische Präsident Wolodymyr Selenskyj bat die internationale Gemeinschaft abermals mit Dringlichkeit um Kampfflugzeuge. Der polnische Ministerpräsident Mateusz Morawiecki erklärte sich bereit, MiG-Kampfjets zu liefern, wenn insbesondere die USA dies ebenfalls täten. Ukraines Infrastrukturminister Oleksander Kubrakow forderte auf der 59. Münchner Sicherheitskonferenz die Belieferung mit Streumunition und Phosphor-Brandwaffen, da Russland diese bereits über ukrainischem Staatsgebiet einsetze und sie bei der Landesverteidigung helfen könne. Er wisse zwar um die Konvention über Streumunition, die diese Waffen ächten, aber die Ukraine, Russland und viele andere Staaten seien keine Vertragspartei.

### 19. Februar
Nach Angaben von Estlands Ministerpräsidentin Kaja Kallas verbraucht Russland „an einem Tag so viele Artilleriegranaten, wie in Europa in einem Monat produziert werden“. So werde in der russischen Rüstungsindustrie im Dreischichtbetrieb gearbeitet. US-Außenminister Antony Blinken behauptete, dass China erwäge, Russland mit Waffen zu unterstützen. NATO-Generalsekretär Jens Stoltenberg wies ukrainische Forderungen nach Streumunition und Phosphor-Brandwaffen zurück.

### 20. Februar

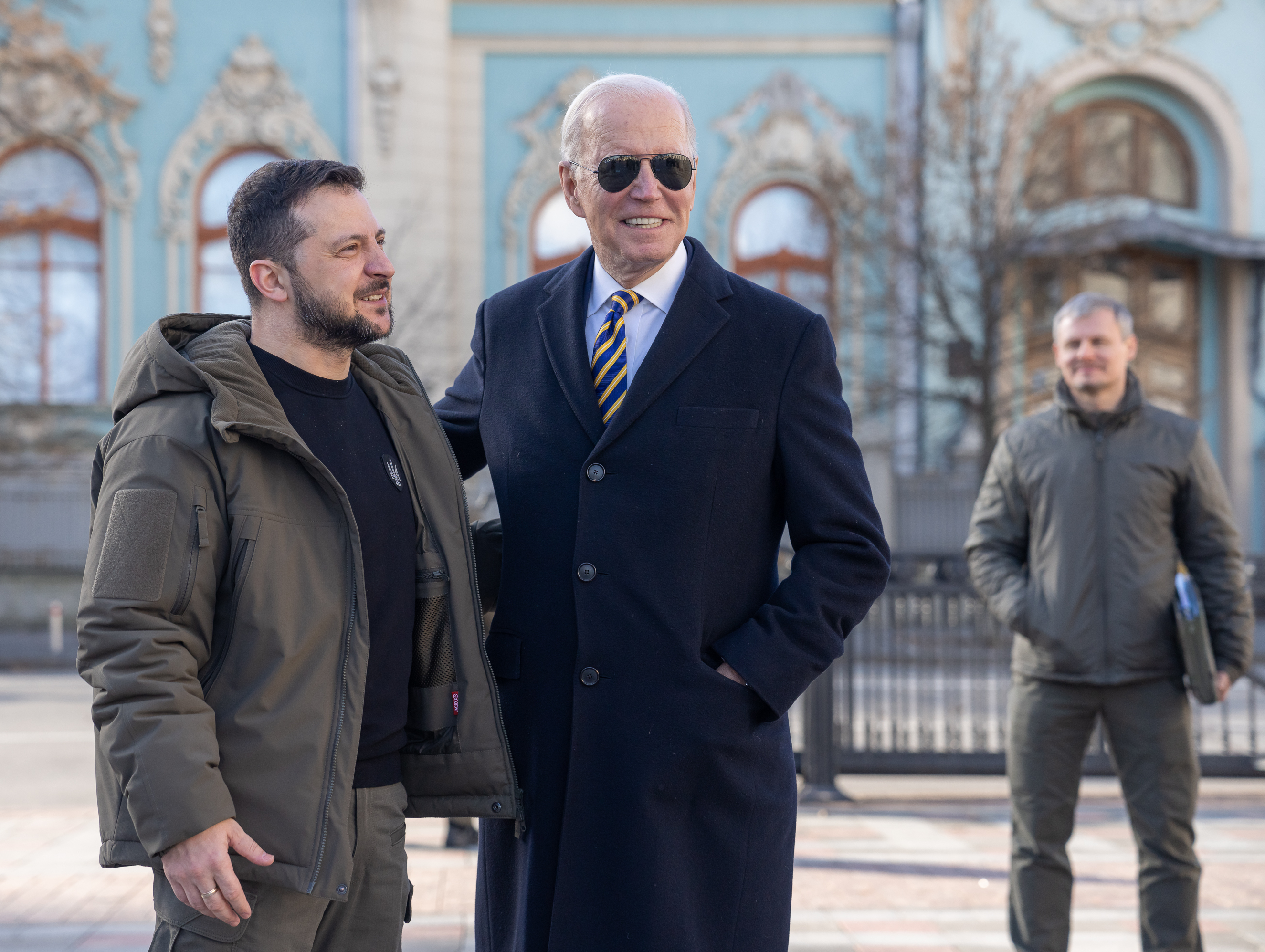
Joe Biden mit Präsident Selenskyj in Kiew

US-Präsident Joe Biden, der für diesen Tag offiziell einen Besuch in Polen angekündigt hatte, traf sich mit dem ukrainischen Präsidenten Wolodymyr Selenskyj erstmals in Kiew; im Rahmen dieses Besuchs, der aus Sicherheitsgründen nicht angekündigt worden war und im Vorfeld vom Weißen Haus dementiert wurde, wurden weitere Hilfs- und Waffenlieferungen sowie weitere Sanktionsmaßnahmen der USA gegen Russland angekündigt. Das Weiße Haus hatte nach eigenen Angaben die russische Regierung vorab über den Kiew-Besuch von Biden informiert.
Der chinesische Außenamtssprecher Wang Wenbin wies die Behauptungen des US-Außenministers Antony Blinken vom Vortag über angebliche chinesische Waffenlieferungen an Russland als „Falschinformationen“ zurück. Der Hohe Vertreter der EU für Außen- und Sicherheitspolitik, Josep Borrell, warnte den chinesischen Außenpolitiker Wang Yi vor Waffenlieferungen an Russland. Damit würde laut Borrell eine „rote Linie“ überschritten. Wang Yi habe ihm jedoch versichert, China habe „keine Absicht, dies zu tun“.
Einem ranghohen niederländischen Geheimdienstler zufolge hatte Russland in den Monaten zuvor versucht, die in der Nordsee (teilweise in niederländischen Hoheitsgewässern) liegende Energieinfrastruktur, darunter jene Offshore-Windparks sowie Internetkabel und Gasleitungen, auszukundschaften und möglicherweise zu sabotieren. Die Küstenwache und Marine der Niederlande habe die Spionage und die potenzielle Sabotage jedoch unterbunden.

### 21. Februar
Erstmals seit dem 29. September, dem Tag der russischen Annexion der Süd- und Ostukraine, äußerte sich der russische Präsident Wladimir Putin vor der Föderationsversammlung umfangreich zur „Spezialoperation“ in der Ukraine. Er kündigte an, die Teilnahme am START-Vertrag zur Verringerung von Atomwaffen auszusetzen, um Atomwaffentests wiederaufzunehmen, wenn die Vereinigten Staaten dies täten. Das russische Außenministerium erklärte, die dort festgeschriebene Obergrenze für Atomwaffen „strikt einzuhalten“. Außerdem habe man der US-Botschafterin eine Note überreicht, „Soldaten und Ausrüstung der NATO“ aus der Ukraine abzuziehen.
US-Präsident Joe Biden hielt vor dem bevorstehenden Jahrestag des russischen Überfalls eine Rede im Warschauer Königsschloss. Darin sagte er der Ukraine zu, dass sie sich auch im zweiten Kriegsjahr auf die Unterstützung des Westens verlassen könne.
Die italienische Ministerpräsidentin Giorgia Meloni hatte in Kiew den ukrainischen Präsidenten Wolodymyr Selenskyj getroffen.
Dem Kiel Institut für Weltwirtschaft (IfW Kiel) zufolge belaufen sich Stand 15. Januar 2023 die durch die Vereinigten Staaten zugesagten Auslandshilfen für die Ukraine über ca. 73 Milliarden Euro, während die Europäische Union und ihre Mitgliedstaaten Hilfen von etwa 55 Milliarden Euro zugesagt haben. Das Kölner Institut der deutschen Wirtschaft kam in einer Studie zu dem Ergebnis, dass der Krieg weltweite Produktionsausfälle im Wert von „deutlich über 1600 Milliarden US-Dollar“ im Jahr 2022 verursacht hat.
Nach ukrainischen Angaben kamen bei Luftangriffen auf Cherson mindestens sechs Einwohner ums Leben.
Dem Hohen Kommissar der Vereinten Nationen für Menschenrechte zufolge sind seit Beginn der Invasion 8006 Zivilisten getötet und 13.287 verletzt worden. Die Umweltorganisationen Greenpeace und Ecoaction haben nach eigenen Angaben fast 900 kriegsbedingte schwere Umweltschäden in der Ukraine dokumentiert.
Jewgeni Prigoschin, Chef der russischen Söldnerorganisation Gruppe Wagner, unterstellte in Audiobotschaften Russlands Verteidigungsminister Sergei Schoigu und Generalstabschef Waleri Gerassimow, den Streitkräften Befehle zu erteilen, seine Organisation nicht mit Munition zu beliefern und ihr keine Luftunterstützung zu geben. Prigoschin beklagte unter anderem, dass ein „direkter Widerstand“ gegen die Gruppe Wagner stattfinde, um sie zu zerstören, während man „für Bachmut kämpfe und täglich Hunderte Kämpfer verliert“. Dies käme einem „(Hoch-)Verrat“ gleich. Er warf ranghohen Beamten vor, Russland und die in der Ukraine kämpfenden Russen als ihr Eigentum zu betrachten und entschieden zu haben, diese „Menschen sollten sterben, wenn es für sie günstig“ sei. Er sei „nicht in der Lage, dieses Problem zu lösen, trotz aller [...] Kontakte.“ Er habe keine Optionen und gehe nun bis zum Äußersten. Das Verteidigungsministerium bestritt in einer Gegendarstellung, Lieferungen von Munition an Freiwillige an der Front zu begrenzen, und erklärte, „Versuche zur Spaltung der verschiedenen russischen Kampf-Gruppen“ seien „kontraproduktiv und nur im Interesse des Feindes“.
Nach Recherchen von Süddeutscher Zeitung, WDR und NDR, die sich auf ein geleaktes Dokument aus der russischen Präsidialverwaltung berufen, habe die russische Staatsführung das Ziel ausgegeben, Belarus bis 2030 gänzlich unterwandert zu haben und einen Unionsstaat unter russischer Führung zu schaffen bzw. Belarus zu annektieren.

### 22. Februar
Bei russischen Raketenangriffen auf Charkiw wurden nach Angaben der Behörden zwei Zivilisten verletzt. Nach Angaben der Arbeiterwohlfahrt sind bisher 216 ukrainische Schulen komplett zerstört worden.
Laut dem Präsidenten des Bundesnachrichtendienstes Bruno Kahl sei der Krieg zu einem Stellungs- und „brutalen Abnutzungskrieg“ geworden. Russland könne bis zu einer Million Soldaten mobilisieren; das ukrainische Mobilisierungspotenzial sei „natürlich kleiner“, jedoch verfüge man über eine „herausragende Kampfmoral“ und eine „beeindruckende Leistungsfähigkeit“. Dem Leiter des Sonderstabes Ukraine im Verteidigungsministerium, Brigadegeneral Christian Freuding, zufolge stehen der Ukraine nicht mehr genug Freiwillige zur Verfügung, weswegen nun mehr Reservisten in die ukrainischen Kampfeinheiten abkommandiert werden. Es sei auch eine Lernfähigkeit bei den russischen Streitkräften ersichtlich, „wichtige Logistikpunkte, wichtige Gefechtsstände und Führungseinrichtungen“ dem gegnerischen Feuer zu entziehen. Dies überdehne jedoch die Versorgungslinien und mache sie anfälliger.
Russlands Präsident Wladimir Putin hob ein von ihm unterschriebenes Dekret auf, das die Republik Moldau bei der angeblichen Lösung des Transnistrien-Konflikts einbezog und das die Souveränität der Republik Moldau in Transnistrien teilweise anerkannte. In Warschau wurde ein Treffen der Bukarest-Neun-Gruppe mit US-Präsident Joe Biden, der Staatspräsidentin Moldaus Maia Sandu und NATO-Generalsekretär Jens Stoltenberg abgehalten.

### 23. Februar
Das ukrainische Militär vermeldete, 90 russische Angriffe abgewehrt zu haben, die am Vortag bei Kupjansk (Oblast Charkiw) und den in der Oblast Donezk liegenden Städten Awdijiwka, Bachmut, Lyman und Schachtarsk begonnen hatten.
Laut dem Institut der Deutschen Wirtschaft ist der „Umbau der russischen Wirtschaft hin zu einer von Verteidigungs- und Sozialpolitik geleiteten Kriegswirtschaft [...] offensichtlich“. „De facto“ sei Russland „zu einer Kriegswirtschaft geworden“.

### 24. Februar
Die Volksrepublik China veröffentlichte ihre zuvor als Friedensplan angekündigte Position zur politischen Lösung der Ukraine-Krise mit folgenden Punkten:
1. „Achtung der Souveränität aller Länder“,
2. „Abschied von der Mentalität des Kalten Krieges“,
3. „Einstellung der Feindseligkeiten“,
4. „Wiederaufnahme der Friedensgespräche“,
5. „Lösung der humanitären Krise“,
6. „Schutz von Zivilisten und Kriegsgefangenen“,
7. „Kernkraftwerke sicher halten“,
8. „Reduzierung strategischer Risiken“,
9. „Erleichterung des Getreideexports“,
10. „Schluss mit einseitigen Sanktionen“,
11. „Industrie- und Lieferketten stabil halten“,
12. „Förderung des Wiederaufbaus nach Konflikten“.[176]

Ukraines Präsident Wolodymyr Selenskyj begrüßte den chinesischen Vorschlag zunächst, erklärte jedoch später, „dass das kein Friedensplan Chinas war“. Es gebe ein paar Punkte, die er verstehe, aber auch Gedanken, mit denen er „nicht übereinstimme, mit denen die ganze Welt nicht einverstanden“ sei. Trotzdem sei es „schon einmal etwas“ und „nicht schlecht“, dass China angefangen habe, über die Ukraine zu sprechen.
Demgegenüber äußerten sich sowohl Selenskyjs Berater, Mychajlo Podoljak, als auch der Fraktionsvorsitzende der Regierungspartei Sluha narodu, Dawyd Arachamija, deutlich ablehnender. 
Das russische Außenministerium begrüßte zwar „den aufrichtigen Wunsch“ Chinas, friedlich „zur Lösung des Konflikts […] beizutragen“, erklärte jedoch, dass Grundvoraussetzung für eine politisch-diplomatische Lösung die Anerkennung der „neuen territorialen Realitäten“ sei.

### 25. Februar
Die Europäische Union verhängte ein zehntes Sanktionspaket gegen die Russische Föderation.
Russland stoppte die Erdöllieferungen durch die Druschba-Pipeline nach Polen.

### 26. Februar
Franzischak Wjatschorka – Berater der belarussischen Oppositionsführerin im Exil, Swjatlana Zichanouskaja, – informierte über einen morgendlichen Angriff einer belarussischen Partisanengruppe am Militärflughafen Matschulischtschy nahe Minsk. Ziel des Angriffs mit zwei Drohnen soll ein Berijew A-50-Aufklärungsflugzeug der russischen Luftwaffe gewesen sein, das samt Radarantenne bis zur Fluguntauglichkeit beschädigt worden sein soll. Russischen Berichten zufolge sind dort auch drei MiG-31K-Kampfflugzeuge mit Kinschal-Hyperschallraketen stationiert.
Die A-50 befindet sich seit Anfang Januar 2023 in Belarus und hatte bislang 12 Kriegseinsätze geflogen.
Dem Recherchenetzwerk OSINTdefender zufolge zeige jedoch ein Satellitenbild der betroffenen Maschine, dass „kein sichtbarer Schaden zu erkennen“ sei. Das Flugzeug stehe „an einem anderen Platz als auf dem Satellitenbild neun Tage zuvor“. Zu sehen seien „außerdem dunkle und hellere Bereiche auf der Oberseite des Fliegers“. Es sei „nicht eindeutig zu erkennen, ob sich dabei um Schnee oder Reif handelt oder um Folgen des Angriffs“. „Unklar“ bleibe „außerdem, ob die empfindliche Bordelektronik des Aufklärungsflugzeugs beschädigt wurde“.

## März 2023

### 1. März

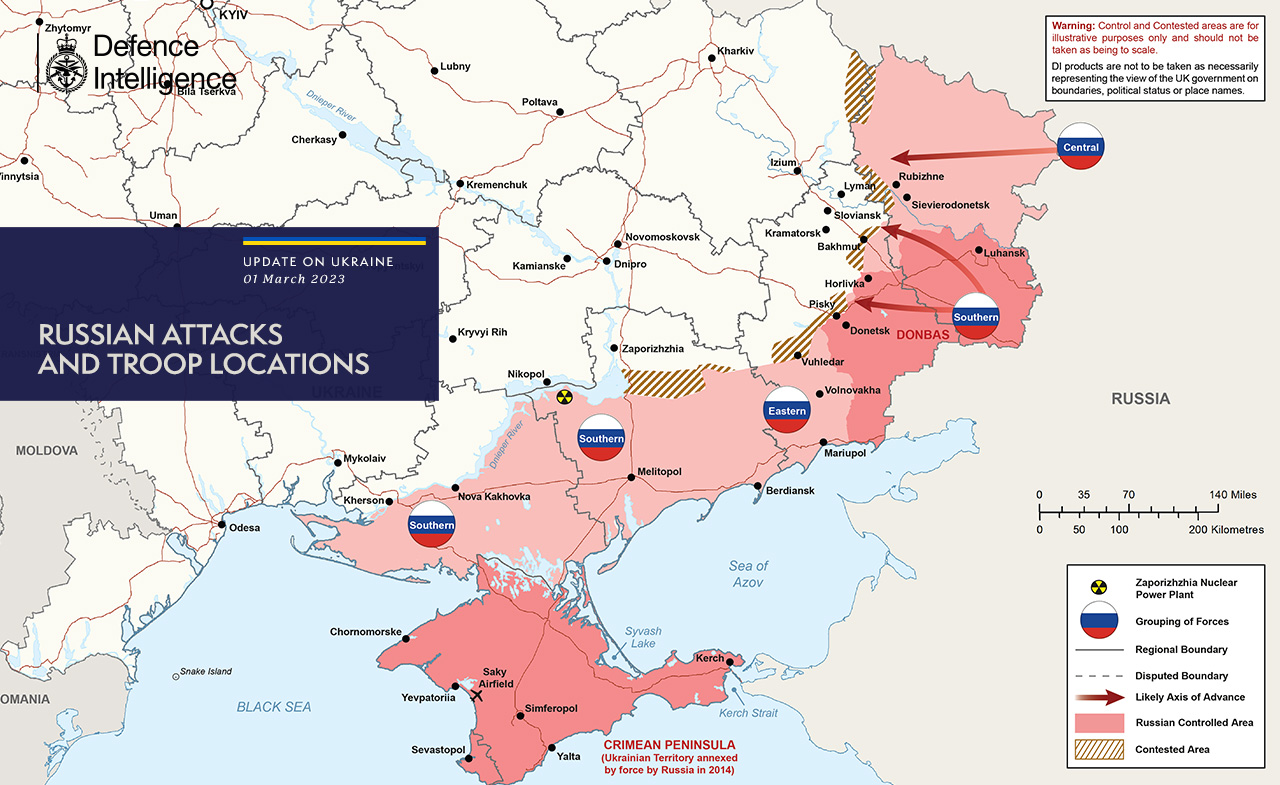
Lagebild des britischen Verteidigungsministeriums vom 1. März 2023

Die ukrainischen Streitkräfte berichteten in der Ostukraine, dass russische Truppen bei Bachmut weiter vorrückten, russische Angriffe nordwestlich und südlich von Kreminna aber zurückgedrängt werden konnten. Am selben Tag wurde die letzte Ein- und Ausfallstraße, auf die die ukrainischen Soldaten bei Bachmut zurückgegriffen hatten, von russischer Artillerie zerstört.
Die Ukraine hat die Verantwortung für mehrere Drohnenabstürze seit Beginn der Woche in Russland, einige davon hunderte Kilometer von der ukrainischen Grenze entfernt, zurückgewiesen. Recherchen der New York Times in Wuhledar, aus dessen Umgebung im Februar Bilder vieler zerstörter russischer Panzer in soziale Medien gelangten, ergaben, dass sich der Angriff auf die Stadt zur bisher größten Panzerschlacht des Krieges über drei Wochen ausgeweitet hatte, in der die russische Armee große Verluste erlitt. Die ukrainische Armee schätzte, dass 130 russische Panzer und gepanzerte Fahrzeuge zerstört wurden. Sie soll dabei feindliche Panzer in Hinterhalte gelockt und sie dort mittels Panzerabwehrwaffen, Kampfdrohnen, Panzerminen, Artillerie und HIMARS-Raketen zerstört haben. Russisch-nationalistische Militär-Blogger machten den russischen Befehlshaber in Wuhledar, Rustam Muradow, für die Niederlage verantwortlich und sehen diese, wie die New York Times und das ISW, als weiteren Beweis für Inkompetenz der Militärführung, die frühere taktische Fehler des Einsatzes von Panzern als ungeschützte Vorhut wiederholte, was bereits mehrfach zu großen Verlusten geführt hatte. Ukrainische und westliche Medien sehen als weitere Ursache das eilige Ersetzen früherer Verluste durch unzureichend geschulte und unerfahrene Rekruten, die oft unter Zwang entgegen ihrer Eignung eingesetzt werden, weshalb viele Panzer erneut (wie im Mai 2022, als etwa 50 russische Kampfpanzer bei einer Überquerung des Siwerskyj Donez zerstört wurden) in Kolonnenformation in Hinterhalte gefahren sein sollen.
Der belarussische Präsident Aljaksandr Lukaschenka sprach sich bei einem Staatsbesuch in China mit dem chinesischen Präsidenten Xi Jinping für einen Waffenstillstand aus. Er bekräftigte seine Unterstützung für den am 24. Februar 2023 vorgestellten Plan Chinas zur Beilegung des Krieges.
Das finnische Parlament stimmte mit 184 zu 7 Stimmen für einen Regierungsvorschlag zur Gesetzgebung zum NATO-Beitritt.

### 2. März
Laut dem ukrainischen General Wiktor Nasarow übersteigt die russische Feuerkraft die der Ukraine um ein Dreifaches. Im Jahr 2022 habe jedoch noch ein deutlicheres Missverhältnis von 10:1 vorgelegen. Die Ukraine verbrauche aktuell in drei Tagen etwa 14.000 Artilleriegranaten. Auch habe die ukrainische Kampfkraft seit dem letzten Jahreswechsel nochmals „erheblich zugenommen“. Von Beginn des Krieges, im Februar 2022, bis März 2023 habe sich sowohl die Truppenstärke als auch die Anzahl der Brigaden der ukrainischen Streitkräfte „in etwa vervierfacht“. Stand März 2023 verfüge das ukrainische Militär über etwa 100 Brigaden. In der Ukraine habe die Mobilisierung „nie aufgehört, sie wurde in Etappen durchgeführt“, um die Verluste zu kompensieren. Um russische Artilleriepositionen und Munitionslager zu treffen und dadurch Russlands „massiven Einsatz von Infanterie“ unwirksam zu machen, benötige die Ukraine GLSDB und ATACMS. Diese seien von „kritischer Bedeutung“ und würden „Bedingungen für weitere Offensiven“ der ukrainischen Streitkräfte schaffen. Moderne Kampfjets westlicher Bauart benötige die ukrainische Luftwaffe nach Angaben Nasarows, um den Luftraum effektiver zu schützen bzw. bestimmte russische Raketen abzufangen, die sie bisher nicht abfangen könne. Nach Angaben des Spiegel haben russische Raketen- und Drohnenangriffe im Februar 2023 „deutlich abgenommen“. Dies ist laut Nasarow auf leere Lagerbestände der russischen Streitkräfte zurückzuführen. Überreste von Raketen, die die russischen Streitkräfte nun benutzen, zeigten, dass sie „in den vergangenen Monaten“ angefertigt wurden.
Bei einem russischen Raketenangriff auf ein fünfstöckiges Wohnhaus in der Stadt Saporischschja kamen nach Behördenangaben mindestens vier Menschen ums Leben, vier wurden verletzt.

### 3. März
Am 2. oder 3. März wurden zwei Brücken in Bachmut zerstört, die als Hauptversorgungsrouten der ukrainischen Truppen in der Schlacht um Bachmut dienten. Eine der zerstörten Brücken in Bachmut hatte für die Versorgung der Stadt aus der Nachbarstadt Tschassiw Jar Bedeutung.
Dem militärischen Oberbefehlshaber für NATO-Operationen, Christopher G. Cavoli, zufolge verschießt die russische Armee täglich über 23.000 Artilleriegeschosse. Russland hat laut Cavoli bislang 2000 Kampfpanzer und mehr als 200.000 russische Soldaten (auch durch Verwundung) verloren.

### 4. März
Der Sprecher der ukrainischen Armee Ost, Oberst Serhij Tscherewatyj, berichtete, dass die Lage in Bachmut schwierig, aber unter Kontrolle sei. Die russischen Streitkräfte hätten Geländegewinne erzielt, die ukrainischen Streitkräfte sähen sich aber noch nicht zum Rückzug gezwungen. Die russischen Streitkräfte sind laut ISW noch nicht in der Lage, die Stadt in nächster Zeit vollständig zu umkreisen, da sich die russischen Fortschritte verlangsamen.

### 5. März
Nach ukrainischen Behörden- und Regierungsangaben sind bei russischem Beschuss mehrerer Orte in der Oblast Charkiw, in der Oblast Donezk und in der Oblast Cherson mindestens sieben Zivilisten getötet worden. ISW bestätigte, dass die Kämpfer der Gruppe Wagner leichte Fortschritte im nordöstlichen Bachmut machten und in die Nähe des Bahnhofs Stupky vorrückten. Die russischen Streitkräfte führten weiterhin Bodenangriffe am westlichen Stadtrand von Donezk durch.
Die stellvertretende ukrainische Generalstaatsanwältin Viktoriya Litvinova berichtete, dass seit Februar 2022 etwa 16.000 ukrainische Kinder nach Russland deportiert wurden, unter anderem durch das Trennen von den Eltern bei der Filtration, das Herausnehmen aus Betreuungseinrichtungen oder das Töten der Eltern.
Nach übereinstimmenden Meldungen der Internationalen Energieagentur (IEA) und Bloomberg sind die Öl- und Gasexporte aus Russland seit Beginn des Angriffskriegs im Februar 2022 um 40 bis 46 % Prozent zurückgegangen. Laut IEA ist diese Negativentwicklung noch nicht abgeschlossen, da sich internationale Experten, auf deren Expertise Russland bei den technisch und geologisch komplexen Öl- und Gasfeldern angewiesen sei, aus Russland zurückgezogen hätten. Nach Angaben des russischen Finanzministeriums weist der Staatshaushalt bereits Anfang März ein Defizit in Höhe von 90 Prozent des für das Gesamtjahr 2023 eingeplanten Defizits von 2,93 Billionen Rubel (36,6 Milliarden Euro) auf. Der russische Oligarch Oleg Deripaska hatte wenige Tage zuvor vor einer Staatspleite im Jahr 2024 gewarnt.

### 6. März
Die ukrainische Luftabwehr vermeldete den Abschuss von 13 von insgesamt 15 russischen Drohnen in der Nacht auf den 6. März. In Kramatorsk waren laut dem Bürgermeister eine Schule und 15 Mehrfamilienhäuser durch russische Raketen beschädigt worden. Das ISW berichtete, dass russische Streitkräfte Bodenangriffe nordwestlich von Swatowe, um die ukrainische Verteidigung zu durchbrechen, abgewehrt werden konnten. In Bachmut konnten russische Streitkräfte in Richtung des Stadtzentrums bis an den Fluss Bachmutka vorrücken.
Es ging eine Videoaufnahme viral, die die Erschießung eines Mannes in ukrainischer Uniform zeigt, der mutmaßlich russischen Soldaten oder Söldnern mit den Worten „Slawa Ukrajini“ antwortet. Die ukrainische Generalstaatsanwaltschaft nahm wegen der Anzeichen eines Kriegsverbrechens Ermittlungen auf. Eine ukrainische Kampfeinheit erklärte, dass es sich nach „vorläufigen Angaben“ um einen Soldaten handele, der seit Anfang Februar 2023 bei Kämpfen in der Nähe von Bachmut vermisst werde.
Dem britischen Militärnachrichtendienst zufolge wurden zerstörte russische Panzerfahrzeuge durch Transportpanzer des sowjetischen Typs BTR-50, die von 1954 bis 1970 hergestellt wurden, und durch Kampfpanzer T-62 ersetzt, die von 1962 bis 1975 hergestellt wurden. „Seit Sommer 2022“ seien „etwa 800 T-62 aus den Lagern geholt“ und teilweise mit veränderten Visiersystemen ausgestattet worden.

### 9. März
Nach nächtlichen russischen Luftangriffen auf Energieinfrastruktur und Wohngebiete in den Oblasten Tschernihiw, Iwano-Frankiwsk, Ternopil, Odessa, Charkiw, Lemberg, Dnipropetrowsk und der Hauptstadt Kiew sind mindestens 10 Menschen getötet worden. Laut der ukrainischen Staatsführung feuerten die russischen Streitkräfte in jener Nacht 81 Raketen ab. Durch den nächtlichen Beschuss wurde das Kernkraftwerk Saporischschja vom ukrainischen Stromnetz getrennt. Dieselgeneratoren übernahmen die Notstromversorgung des Kraftwerks, ehe die reguläre Stromversorgung noch am selben Tag wiederhergestellt werden konnte. Es war das sechste Mal seit Beginn der russischen Invasion, dass das Kraftwerk in den Notbetrieb ging.
Aus einem vom ukrainischen Militärgeheimdienst veröffentlichten angeblichen Dekret des russischen Premierministers, Michail Mischustin, geht hervor, dass das russische Mineralölunternehmen Gazprom Neft im oder vor März 2023 ein Privates Sicherheits- und Militärunternehmen gründete.

### 10. März
Die russischen Streitkräfte konnten nach Angaben des ISW Fortschritte im nordwestlichen Bachmut erzielen und Bodenangriffe nordwestlich und westlich von Bachmut durchführen. Der Sprecher der ukrainischen Armee Ost erklärte, dass die Kampfintensität in Bachmut sehr hoch sei.
Jewgeni Prigoschin, Chef der russischen Söldner-Gruppe Wagner, hat bekanntgegeben, dass in 42 russischen Städten Büros zur Söldner-Rekrutierung für den russischen Militäreinsatz in der Ukraine eröffnet wurden.
Gemäß dem ukrainischen Militär schoss Russland in den letzten Tagen insgesamt 95 Raketen auf die ganze Ukraine, darunter mehrere ballistische Hyperschall-Raketen des Typs Ch-47M2 Kinschal. Dutzende Raketen trafen kritische Infrastruktur.

### 12. März
In der Republik Moldau wurde ein prorussisches Netzwerk enttarnt, dessen Ziel es sei, das Land zu destabilisieren. Die Polizei teilte mit, dass von dem Netzwerk, zu dem auch russische Staatsbürger gehörten, vier Bombendrohungen ausgingen. Bei einer prorussischen Demonstration mit mehreren Tausend Teilnehmern in der Hauptstadt Chișinău kam es zu Festnahmen. Sie sei von russischen Geheimdiensten und zwei prorussischen Oligarchen organisiert worden, gegen die wegen des Verdachts der Korruption ermittelt werde. Den Mitgliedern der infiltrierten Gruppen sei Geld dafür versprochen worden, für Unruhen zu sorgen.

### 13. März
Laut einer Schätzung europäischer und US-amerikanischer Beamter wurden von Februar 2022 bis März 2023 etwa 120.000 ukrainische Soldaten verwundet oder getötet und auf russischer Seite etwa 200.000 Soldaten und Wagner-Kämpfer verwundet oder getötet.

### 14. März
Der russische Verteidigungsminister Sergei Schoigu ordnete an, die Produktion von Hochpräzisionsraketen in Russland zu verdoppeln. Die Duma hat ein Gesetz gebilligt, mit dem Kritik an Söldnergruppen unter Strafe gestellt wird. Es wurde am 18. März vom russischen Präsidenten unterzeichnet. Laut Angaben des russischen Präsidialamtssprechers, Dmitri Peskow, ist Russland „aufgrund der aktuellen Position des Kiewer Regimes“ gezwungen, seinen Militäreinsatz in der Ukraine fortzuführen. Die ukrainische Militärführung beschloss, die Stadt Bachmut weiter zu verteidigen. Die russischen Streitkräfte konnten im nordöstlichen Stadtgebiet von Bachmut und östlich von Krasnohoriwka Geländegewinne erzielen.
Die US Air Force hat nach eigenen Angaben eine US-amerikanische MQ-9 „Reaper“-Drohne im internationalen Luftraum über dem Schwarzen Meer zum Absturz gebracht. Die Drohne sei mit einem russischen Su-27-Abfangjäger kollidiert und habe dadurch Schäden erlitten. Die Air Force warf Russland vor, die Kollision provoziert zu haben. Die US-amerikanische Drohne war im Rahmen der NATO-Luftaufklärung bezüglich des russischen Überfalls auf die Ukraine im Einsatz. Das russische Verteidigungsministerium veröffentlichte eine Gegendarstellung, in der es unter anderem die Verantwortung für den Absturz der US-Drohne zurückwies. Das US-Militär veröffentlichte zwei Tage später Bildmaterial, auf dem zu sehen ist, wie eine Su-27 beim Anflug auf die Drohne Treibstoff ablässt, nah heranfliegt und danach der Propeller der Drohne beschädigt ist.

### 16. März
Die russischen Offensivversuche haben nach Angaben britischer Geheimdienste und US-amerikanischer Militäranalysten aufgrund großer Verluste von Soldaten und Material an Intensität verloren. Der ukrainische Oberst Oleksij Dmytraschkiwskyj berichtete, die Zahl täglicher russischer Angriffe entlang der Front habe sich von 90–100 Angriffen auf 20–29 verringert. Nach Angaben des britischen Verteidigungsministeriums und Geheimdienstes wurde in Wuhledar, wo die russische Armee schon im Februar über 130 Panzer und gepanzerte Fahrzeuge verloren hatte, ein erneuter Panzerangriff durch den Einsatz von Panzerminen des „Remote Anti-Armor Mine System“ zerstört, die über und auch hinter russischen Panzertruppen abgeworfen worden sein sollen, weshalb die Offensive an Tempo verloren habe. Der Häuserkampf in Bachmut und der Versuch der Einschließung der Stadt kommt nach Meinung des ISW kaum weiter voran. Die Meldung der Einnahme des kleinen Dorfes Salisjanske 9 km nordnordwestlich von Bachmut wertete das ISW als Zeichen dafür, dass die Wagner-Söldner, deren Chef Prigoschin seit Tagen Munitionsmangel beklagt, nur noch abseits gelegene Ziele einnehmen können, die die Einschließung nicht voranbringen.
Polen kündigte die teilweise kurzfristige Lieferung von MiG-29-Kampfflugzeugen an die Ukraine an. Die polnische Regierung erklärte außerdem, einen russischen Spionagering zerschlagen zu haben, der den Bahnverkehr mit Überwachungstechnik beobachtet haben soll.
Der ukrainische Präsident Wolodymyr Selenskyj erklärte in der Nacht, „dass die russische Aggression sich dem Moment nähert, wo sie zerbrechen kann“. Eine UN-Untersuchungskommission wirft Russland zahlreiche Kriegsverbrechen vor, insbesondere die Deportation ukrainischer Kinder nach Russland.
Das Oberste Gericht der Russischen Föderation erließ ein Verbot der Legion Freiheit Russlands. Die in die ukrainischen Streitkräfte eingegliederte Legion wurde außerdem von russischen Staatsorganen als „terroristische Organisation“ eingestuft.

### 17. März
Russischen Kräften gelang es in den vergangenen Tagen laut Angaben des britischen Militärgeheimdienstes, westlich des Flusses Bachmutka Fuß zu fassen. Der Dienst relativierte aber, dass sonst entlang der Front kaum noch Angriffe erfolgten, da bei den russischen Kräften erst Personal und Munition regeneriert werden müssten. Weiterhin konnten nach ISW-Angaben die Angreifer im Norden Bachmuts nur marginale Geländegewinne erzielen. Das russische Militär habe weiterhin Schwierigkeiten mit der Organisation seiner Nachschub-Logistik über die Krim-Brücke.
Der Internationale Strafgerichtshof (ICC) erließ einen Haftbefehl gegen den russischen Staatspräsidenten Wladimir Putin und gegen die Präsidialbeauftragte für Kinderrechte, Marija Lwowa-Belowa. Der Strafgerichtshof wirft beiden vor, für die Deportation von ukrainischen Kindern nach Russland verantwortlich zu sein und in dem Zusammenhang Kriegsverbrechen begangen zu haben. Putins Pressesprecher Peskow erklärte hingegen, dass man den ICC nicht anerkenne und diese Entscheidungen unbedeutend seien.
Laut einer repräsentativen Umfrage des Lewada-Zentrums in Russland im Februar 2023 unterstützte eine deutliche Mehrheit von 77 % weiterhin das militärische Vorgehen in der Ukraine. Eine Mehrheit glaubte, dass die „Spezialoperation“ erfolgreich verliefe und dass sie gestartet worden sei, um einem Angriff auf Russland vorzubeugen oder russischsprachige Menschen zu schützen. Die Hälfte aller Befragten (50 %) sprach sich dennoch für Verhandlungen aus; 66 % meinten, dass die Operationsziele teilweise erreicht worden seien.
Der slowakische Ministerpräsident Eduard Heger erklärte, sein Land werde 13 MiG-29-Kampfjets aus Restbeständen an die Ukraine übergeben.

### 18. März
In der Nacht auf den 18. März wurde Luftalarm in mehreren Landesteilen der Ukraine ausgelöst. Vom Generalstab wurden über 30 russische Luftangriffe mit Drohnen und Raketen vermeldet, wovon mindestens 11 abgewehrt werden konnten. Bekannt sind u. a. Angriffe auf Kiew und Saporischschja sowie auf die Oblasten Donezk und Lwiw. In Kramatorsk (Donezk) wurden mindestens zwei Bewohner durch Streumunition getötet.
Jewgeni Prigoschin, Chef der Gruppe Wagner, verkündete, bis Mitte Mai 30.000 Söldner in 42 russischen Städten rekrutieren zu wollen. Der russische Präsident Wladimir Putin besuchte die von Russland besetzte Krim. Nach am Morgen des 19. März veröffentlichten Bildern im russischen Staatsfernsehen besuchte Putin auch die von russischen Streitkräften besetzte ukrainische Stadt Mariupol in Form eines „Arbeitsbesuchs“ und hielt sich damit erstmals seit Beginn des russischen Großangriffs auf die Ukraine in den im Jahr 2022 annektierten ukrainischen Gebieten auf.

### 20. März
Der ukrainische Militärnachrichtendienst HUR berichtete, dass die Häufigkeit der russischen Raketenangriffe zurückginge; dies sei auf die zunehmende Erschöpfung des Raketenarsenals zurückzuführen.
Das ukrainische Verteidigungsministerium gab bekannt, dass eine russische Lieferung von Kalibr-Marschflugkörpern während des Transports per Bahn in Dschankoj auf der Krim explodiert war.
Die Europäische Union genehmigte einen Plan, eine Million Artilleriegranaten im Wert von zwei Milliarden Euro an die Ukraine zu liefern. Norwegen gab bekannt, wie im Februar 2023 angekündigt, acht seiner 36 Leopard 2A4-Panzer geliefert zu haben. Das Land hatte im Februar auch angekündigt, bis zu vier Begleitfahrzeuge sowie Munition und Ersatzteile zu liefern.
Der chinesische Staatspräsident Xi Jinping traf für einen dreitägigen Staatsbesuch in Russland ein.

### 21. März
Obwohl China den Verkauf seiner Drohnen an Russland und die Ukraine offiziell verboten hat, werden sie von beiden Kriegsparteien verwendet, insbesondere die des Produzenten DJI. Gemäß russischen Zolldaten wurden chinesische Drohnen und Ersatzteile für 12 Millionen US-Dollar importiert. Der US-amerikanische Außenminister sah keine Hinweise darauf, dass China den russischen Angriffskrieg nennenswert militärisch unterstützt.
Mit Regierungschef Fumio Kishida besuchte erstmals seit Kriegsbeginn ein ranghoher Repräsentant Japans die Ukraine.

### 22. März
Die russischen Streitkräfte erhöhten ihr Tempo bei dem Versuch einer Umkreisung von Awdijiwka.
In mehreren Landesteilen der Ukraine, unter anderem auf Rschyschtschiw und Saporischschja, wurde ein Beschuss von Wohngebieten gemeldet. Mindestens 14 Zivilisten seien dabei getötet worden.
Der chinesische Staatspräsident Xi Jinping beendete seinen dreitägigen Staatsbesuch in Russland.

### 23. März
Des Weiteren führten russische Streitkräfte Angriffe auf Bachmut und die nähere Umgebung sowie auf Awdijiwka durch. In der Südukraine griffen ukrainische Streitkräfte russische Stellungen am östlichen Ufer des Dnepr (bei Cherson) an, es kam außerdem zu Zusammenstößen auf der Insel Welykyj Potjomkin.
Durch russischen Beschuss, u. a. auf die Städte Kostjantyniwka (Oblast Donezk), Biloserka (Oblast Cherson) und Bilopillja (Oblast Sumy), kamen nach ukrainischen Angaben mehrere Zivilisten ums Leben.
Laut dem ukrainischen Generalstab haben russische Truppen und Sicherheitsdienste in den besetzten Gebieten der Oblast Cherson begonnen, die Bevölkerung nach Personen zu durchsuchen, die bei ukrainischen Strafverfolgungsbehörden angestellt sind oder waren, sowie nach Militärrentnern und anderen Ukrainern mit militärischer Vorerfahrung.
Nach Angaben der EU wurden im Rahmen des EU-Katastrophenschutzverfahrens bis März 2023 mehr als 2000 verletzte Ukrainer in Krankenhäusern in der EU versorgt.

### 24. März
Das Rote Kreuz berichtete von rund 10.000 Zivilisten, die in und um Bachmut um ihr Überleben kämpfen.

### 25. März
Russlands Präsident Wladimir Putin gab bekannt, in Belarus bis zum 1. Juli 2023 Lager für taktische Atomwaffen errichten zu wollen und danach diese Waffen aus Russland dorthin zu verlegen. Dies sei zwischen den Regierungen beider Länder vereinbart worden.

### 26. März
Russlands Nachrichtenagentur RIA Novosti meldete die vollständige Einnahme des Bachmuter Nichteisenmetallwerks (AZOM) durch Wagner-Einheiten in der Schlacht um Bachmut.

### 27. März
Die Ukraine erhielt die Lieferung der im Januar angekündigten 18 Leopard 2 A6-Kampfpanzer und ca. 40 Marder-Schützenpanzer von Deutschland. Die militärischen Unterstützungsleistungen für die Ukraine durch die Bundesrepublik Deutschland betrugen bisher 2,7 Milliarden Euro (1. Januar 2022 bis 20. März 2023). Für das gesamte Jahr 2023 sind militärische Unterstützungen im Wert von mehr als 5,4 Milliarden Euro geplant; insgesamt hat die Bundesregierung über 15 Milliarden zugesagt.
Ein russischer Raketenangriff auf Slowjansk in der Oblast Donezk tötete mindestens zwei Zivilisten und verletzte 29 weitere.

### 28. März
Das ISW schätzte, dass die russischen Streitkräfte 65 % von Bachmut besetzen. Das britische Verteidigungsministerium berichtete, dass das 10. Panzerregiment der russischen Streitkräfte beim Versuch, Awdijiwka von Süden einzukreisen, einen großen Teil seiner Panzer verloren hatte.

### 29. März
Der Generaldirektor der Internationalen Atomenergiebehörde (IAEO), Rafael Grossi, besuchte zum zweiten Mal das russisch besetzte Kernkraftwerk Saporischschja und forderte die Einhaltung aller möglichen Maßnahmen zu dessen Schutz.

### 30. März
Die USA haben nach eigenen Angaben seit dem Beginn des russischen Angriffskrieges mehr als 7000 Mitglieder der ukrainischen Streitkräfte ausgebildet. Im österreichischen Nationalrat wurde eine Rede des ukrainischen Präsidenten Wolodymyr Selenskyj per Video übertragen. Die Abgeordneten der Freiheitlichen Partei Österreichs verließen den Saal. Mehr als die Hälfte der Abgeordneten der Sozialdemokratischen Partei Österreichs waren nicht anwesend.

### 31. März

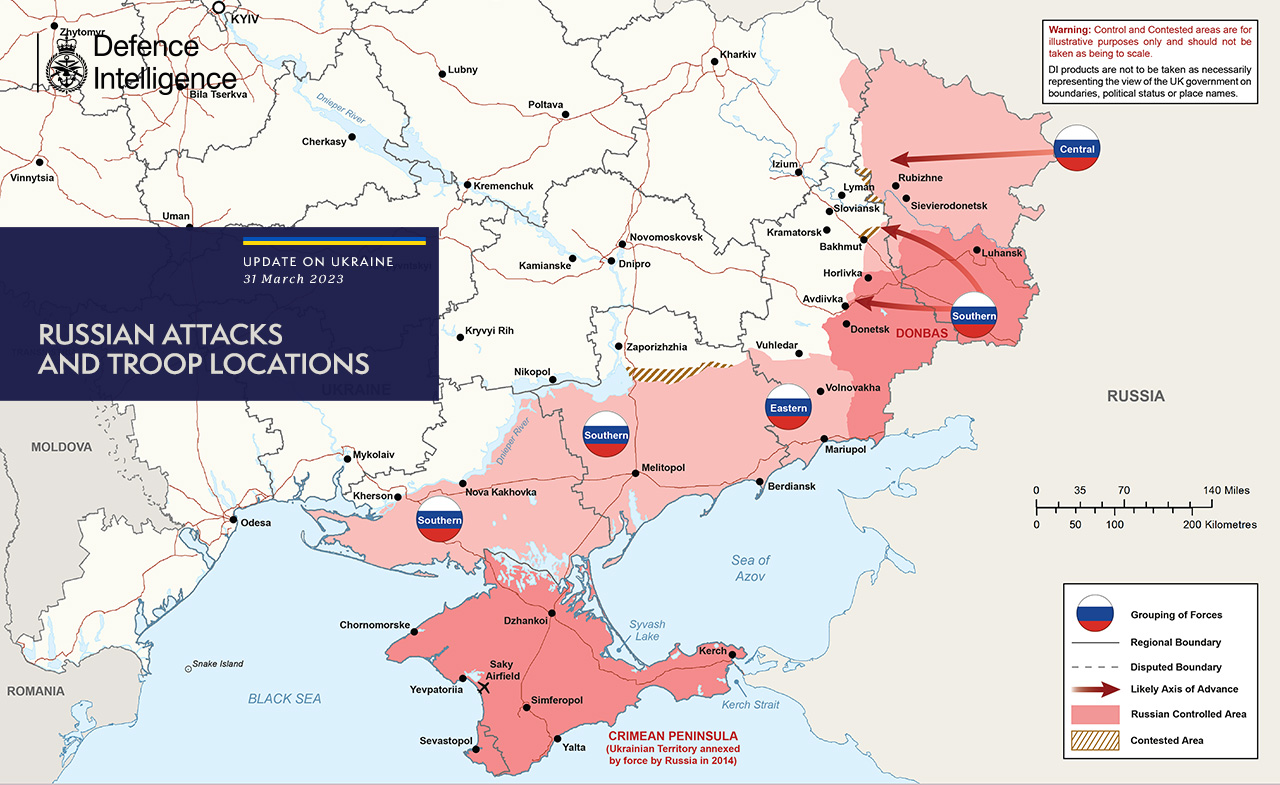
Lagebild des britischen Verteidigungsministeriums vom 31. März 2023

Die russische Staatsführung verkündete eine neue Strategie in der Sicherheits- und Außenpolitik, bei der westliche Staaten wegen der Sanktionen als „existenzielle Bedrohung“ eingestuft sind.
Als dritter Automobilhersteller nach Renault und Nissan hat Toyota seine seit Kriegsbeginn wegen fehlender Produktionsteile stillstehende Fabrik in Russland an das russische Institut für Automobil- und Motorenforschung NAMI übertragen.
Nach Angaben des ukrainischen Generalstabs wurden im März 2023 pro Tag im Durchschnitt 776 russische Soldaten getötet oder verwundet.